# Triptyque des Monts et Châteaux 2014
La 19e édition du Triptyque des Monts et Châteaux a eu lieu du 4 au 6 avril 2014. La course fait partie du calendrier UCI Europe Tour 2014 en catégorie 2.2.

## Présentation

### Parcours

Cartographie des quatre étapes
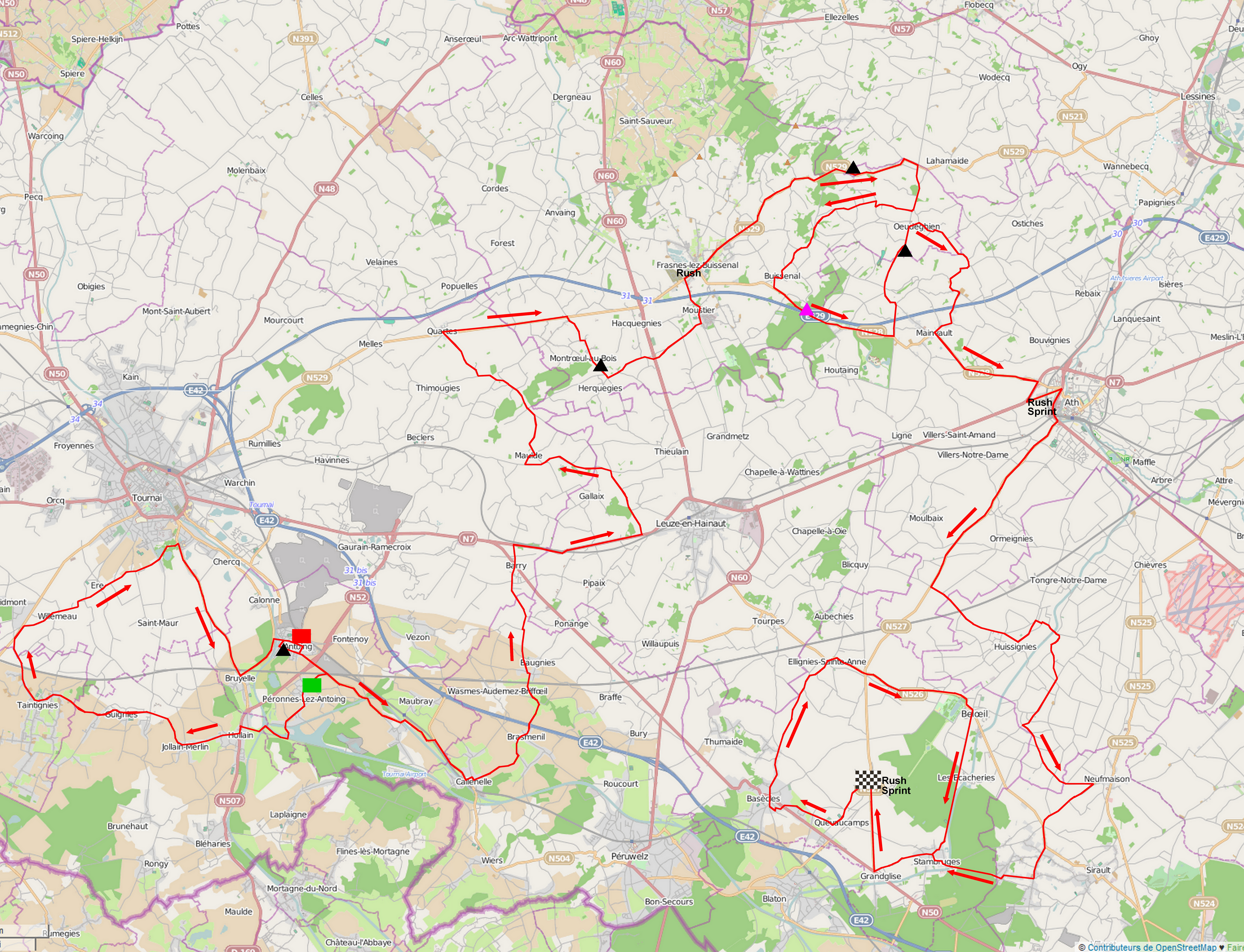
Étape 1.
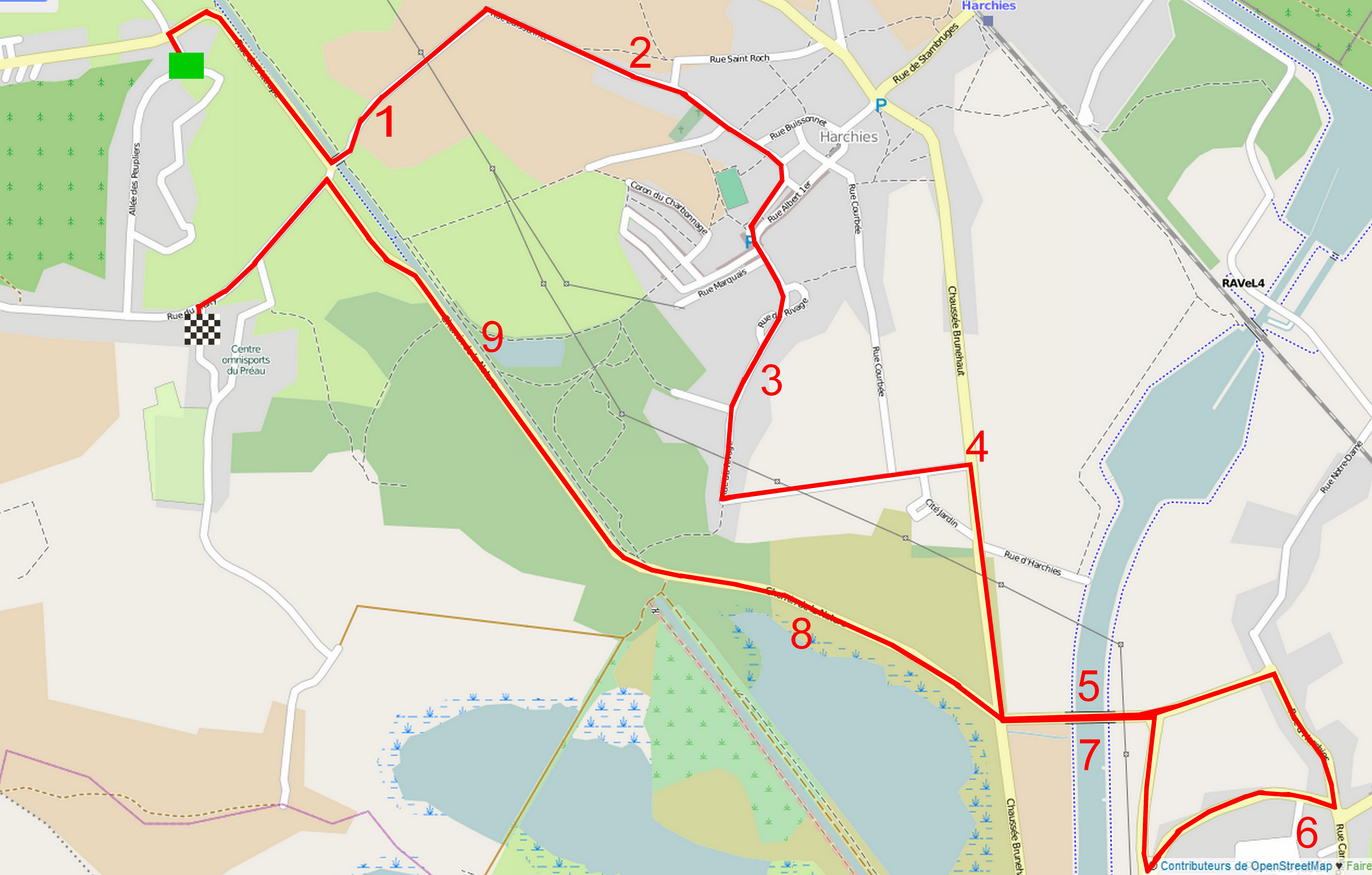
Étape 2a.
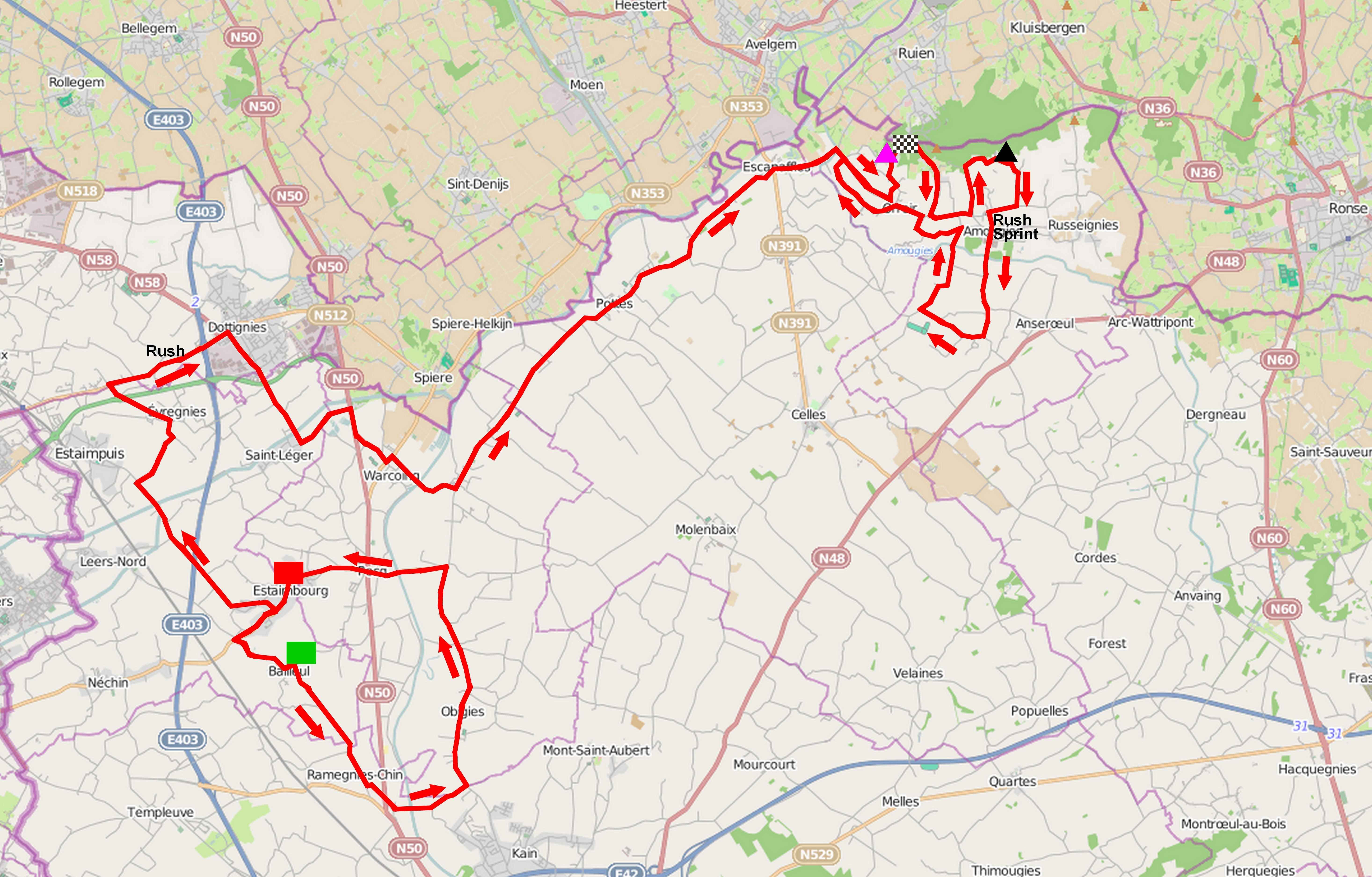
Étape 2b.
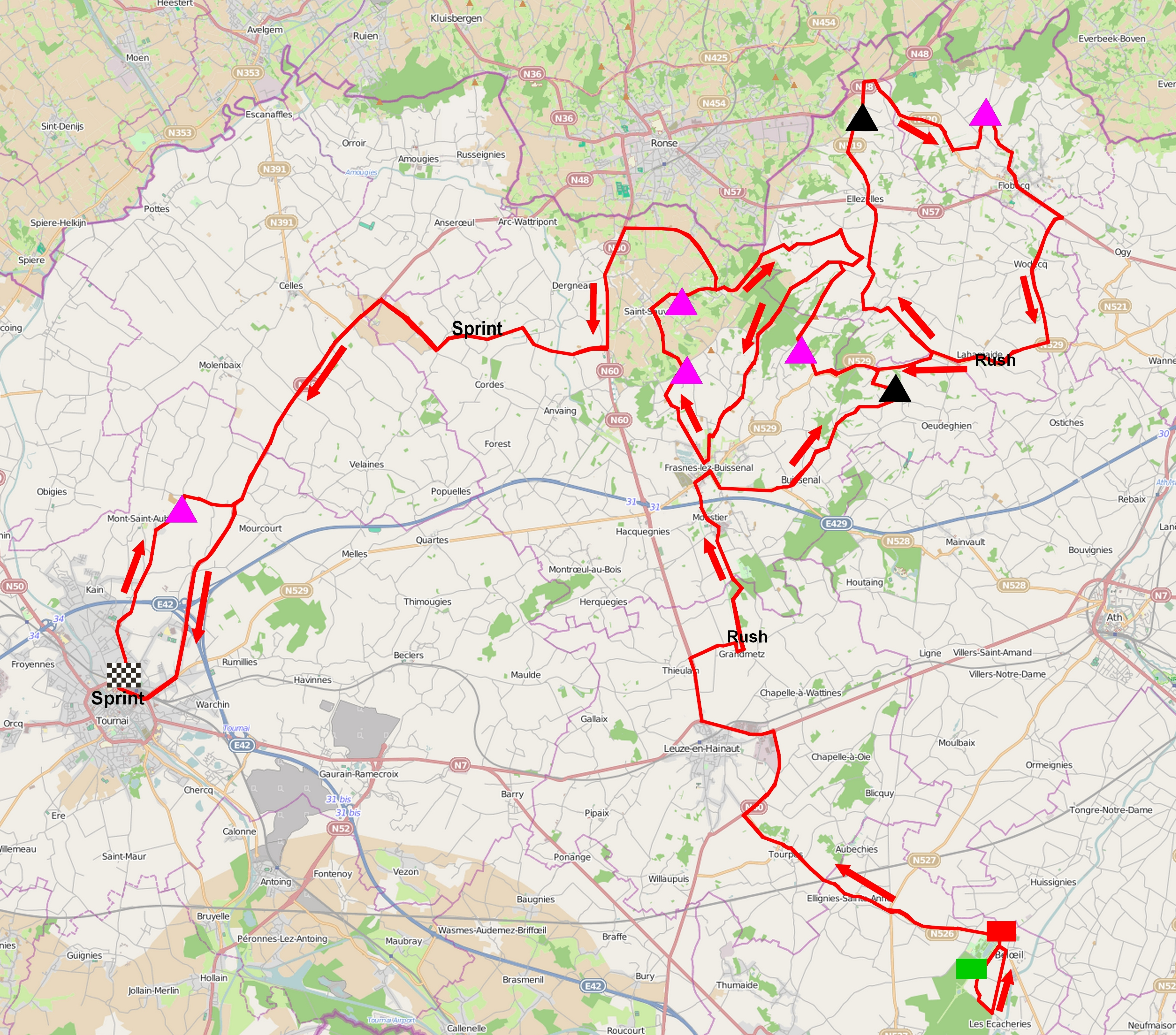
Étape 3.

### Équipes
Classé en catégorie 2.2 de l'UCI Europe Tour, le Triptyque des Monts et Châteaux est par conséquent ouvert aux équipes continentales professionnelles belges, aux équipes continentales, aux équipes nationales et aux équipes régionales et de clubs.
Vingt-deux équipes participent à ce Triptyque des Monts et Châteaux : douze équipes continentales, sept équipes régionales et clubs et trois équipes nationales.
| Équipes continentales          | Équipes continentales | Équipes continentales |
| Nom de l'équipe                | Pays                  | Code                  |
| ------------------------------ | --------------------- | --------------------- |
| 3M                             | Belgique              | MMM                   |
| Astana Continental             | Kazakhstan            | AS2                   |
| Color Code-Biowanze            | Belgique              | CCB                   |
| Giant-Shimano Development      | Suède                 | GID                   |
| Gourmetfein Simplon Wels       | Autriche              | RSW                   |
| Josan-To Win                   | Belgique              | JTW                   |
| Leopard Development            | Luxembourg            | LDT                   |
| Rabobank Development           | Pays-Bas              | RDT                   |
| T.Palm-Pôle Continental Wallon | Belgique              | PCW                   |
| Veranclassic-Doltcini          | Belgique              | VER                   |
| Verandas Willems               | Belgique              | WIL                   |
| Wallonie-Bruxelles             | Belgique              | WBC                   |

| Équipes régionales et de clubs | Équipes régionales et de clubs | Équipes régionales et de clubs |
| Nom de l'équipe                | Pays                           | Code                           |
| ------------------------------ | ------------------------------ | ------------------------------ |
| BCV Works-Soenens              | Belgique                       | BCV                            |
| KSV Deerlijk-Gaverzicht        | Belgique                       | DEE                            |
| EFC-Omega Pharma-Quick Step    | Belgique                       | EFC                            |
| Lotto-Belisol U23              | Belgique                       | LTU                            |
| Ottignies-Perwez               | Belgique                       | OTP                            |
| Van Der Vurst Development      | Belgique                       | VDV                            |
| VL Technics-Abutriek           | Belgique                       | VLT                            |

| Équipes nationales                      | Équipes nationales | Équipes nationales |
| Nom de l'équipe                         | Pays               | Code               |
| --------------------------------------- | ------------------ | ------------------ |
| Équipe nationale d'Allemagne espoirs    | Allemagne          | BDR                |
| Équipe nationale des États-Unis espoirs | États-Unis         | USA                |
| Équipe nationale du Royaume-Uni espoirs | Royaume-Uni        | GBR                |

### Règlement de la course
La 19e édition du Triptyque des Monts et Châteaux a lieu du vendredi 4 au dimanche 6 avril 2014.

#### Délais d’élimination
Les délais d’élimination pour cette épreuve sont de :
- 12 % pour la 1re et la 3e étape ;
- 25 % pour le contre-la-montre individuel de la 2e étape secteur a ;
- 15 % pour la 2e étape secteur b[R 2].

Le collège des commissaires peut prolonger les délais d'arrivée après consultation de l'organisateur.

#### Prix et primes
Le total général des prix et primes distribués s'élève à 20 180 €.

##### Prix
Les prix sont attribués suivant le barème de l'UCI,. Le total général des prix distribués est de 15 720 €.
| Position           | 1er     | 2e      | 3e    | 4e    | 5e    | 6e    | 7e    | 8e    | 9e    | 10e à 20e |
| Classement général | 2 105 € | 1 055 € | 525 € | 265 € | 210 € | 158 € | 158 € | 107 € | 107 € | 50 €      |
| Par étape          | 1 205 € | 600 €   | 300 € | 150 € | 120 € | 90 €  | 90 €  | 60 €  | 60 €  | 30 €      |
| Par demi-étape     | 900 €   | 455 €   | 225 € | 115 € | 90 €  | 68 €  | 68 €  | 47 €  | 47 €  | 20 €      |

##### Primes
La Petite Reine Frasnoise a choisi de distribuer tout un tas de primes, dont le total général s'élève à 4 460 €.
Premièrement, à l'issue de la 3e étape, lors de la remise des prix, 1 500 € répartis comme suit sont attribués au titre du classement général inter-équipes, 250 € le sont au titre du classement général des rushes et le même montant pour le classement général du grand prix des monts, celui aux points, et celui du meilleur jeune.
| Position | 1er   | 2e    | 3e    | 4e    | 5e    | 6e    | 7e    | 8e    | 9e   | 10e  |
| Prix     | 300 € | 240 € | 185 € | 150 € | 135 € | 110 € | 100 € | 100 € | 90 € | 90 € |

Deuxièmement, 1 960 € de primes sont également attribuées à l'issue des classements intermédiaires :
- à l'issue de la 1re et de la 2e étape secteur b : 720 € au total dont 100 au titre du classement général individuel, 220 € pour le classement inter-équipes (100 € pour la 1re, 70 € pour la 2e et 50 € pour la 3e), 100 € pour le classement des rushes, et la même somme pour le classement du grand prix des monts, le classement général aux points et le classement du meilleur jeune ;
- à l'issue du contre-la-montre individuel de la 2e étape secteur a : 520 € dont 100 € pour le classement général individuel, 220 € pour le classement inter-équipes (100 € pour la 1re, 70 € pour la 2e et 50 € pour la 3e), 100 € pour le classement général aux points et la même somme pour le classement général du meilleur jeune[R 2].

## Étapes
Cette 19e édition du Triptyque des Monts et Châteaux est constituée de quatre étapes. La 2e étape est divisée en deux demi-étapes : secteur a et secteur b.
| Étape      | Date   | Villes étapes                  | type                        | Distance (km) | Vainqueur d'étape | Leader du classement général |
| ---------- | ------ | ------------------------------ | --------------------------- | ------------- | ----------------- | ---------------------------- |
| 1re étape  | 4 avr. | Antoing – Quevaucamps          | étape de plaine             | 177,1         | André Looij       | André Looij                  |
| 2e a étape | 5 avr. | Bernissart – Bernissart        | contre-la-montre individuel | 10            | Jonathan Dibben   | Jonathan Dibben              |
| 2e b étape | 5 avr. | Estaimbourg – mont de l'Enclus | étape vallonnée             | 95,5          | Patrick Konrad    | Owain Doull                  |
| 3e étape   | 6 avr. | Belœil – Tournai               | étape de plaine             | 163,4         | Owain Doull       | Owain Doull                  |

## Déroulement de la course

### 1reétape
La première étape relie le vendredi 4 avril le château d'Antoing à Quevaucamps sur un parcours de 177,1 kilomètres. Le départ est donné à 11 h 55 pour une arrivée prévue à 16 h. Le Néerlandais André Looij (Rabobank Development) s'impose au sprint devant les Belges Tiesj Benoot (Lotto-Belisol U23) et Michael Goolaerts (Verandas Willems).
| Classement de l'étape | Classement de l'étape | Classement de l'étape | Classement de l'étape          | Classement de l'étape |
|                       | Coureur               | Pays                  | Équipe                         | Temps                 |
| --------------------- | --------------------- | --------------------- | ------------------------------ | --------------------- |
| 1er                   | André Looij           | Pays-Bas              | Rabobank Development           | en 4 h 4 min 27 s     |
| 2e                    | Tiesj Benoot          | Belgique              | Lotto-Belisol U23              | m.t                   |
| 3e                    | Michael Goolaerts     | Belgique              | Verandas Willems               | m.t                   |
| 4e                    | Daniel Biedermann     | Autriche              | Gourmetfein Simplon Wels       | m.t                   |
| 5e                    | Andrew Ydens          | Belgique              | T.Palm-Pôle Continental Wallon | m.t                   |
| 6e                    | Jelle Mannaerts       | Belgique              | Verandas Willems               | m.t                   |
| 7e                    | Bakhtiyar Kozhatayev  | Kazakhstan            | Astana Continental             | m.t                   |
| 8e                    | Antoine Demoitié      | Belgique              | Wallonie-Bruxelles             | m.t                   |
| 9e                    | Bert Van Lerberghe    | Belgique              | EFC-Omega Pharma-Quick Step    | m.t                   |
| 10e                   | Dennis Coenen         | Belgique              | Leopard Development            | m.t                   |
| modifier              |                       |                       |                                |                       |

| Classement général | Classement général | Classement général | Classement général                      | Classement général |
|                    | Coureur            | Pays               | Équipe                                  | Temps              |
| ------------------ | ------------------ | ------------------ | --------------------------------------- | ------------------ |
| 1er                | André Looij        | Pays-Bas           | Rabobank Development                    | en 4 h 4 min 17 s  |
| 2e                 | Tiesj Benoot       | Belgique           | Lotto-Belisol U23                       | + 4 s              |
| 3e                 | Michael Goolaerts  | Belgique           | Verandas Willems                        | + 6 s              |
| 4e                 | Kristian Haugaard  | Danemark           | Giant-Shimano Development               | + 6 s              |
| 5e                 | Mike Teunissen     | Pays-Bas           | Rabobank Development                    | + 7 s              |
| 6e                 | Maxime Anciaux     | Belgique           | Wallonie-Bruxelles                      | + 7 s              |
| 7e                 | Bert Van Lerberghe | Belgique           | EFC-Omega Pharma-Quick Step             | + 8 s              |
| 8e                 | Daan Myngheer      | Belgique           | EFC-Omega Pharma-Quick Step             | + 8 s              |
| 9e                 | Owain Doull        | Royaume-Uni        | Équipe nationale du Royaume-Uni espoirs | + 8 s              |
| 10e                | Rob Leemans        | Belgique           | Lotto-Belisol U23                       | + 9 s              |
| modifier           |                    |                    |                                         |                    |

Remise des prix
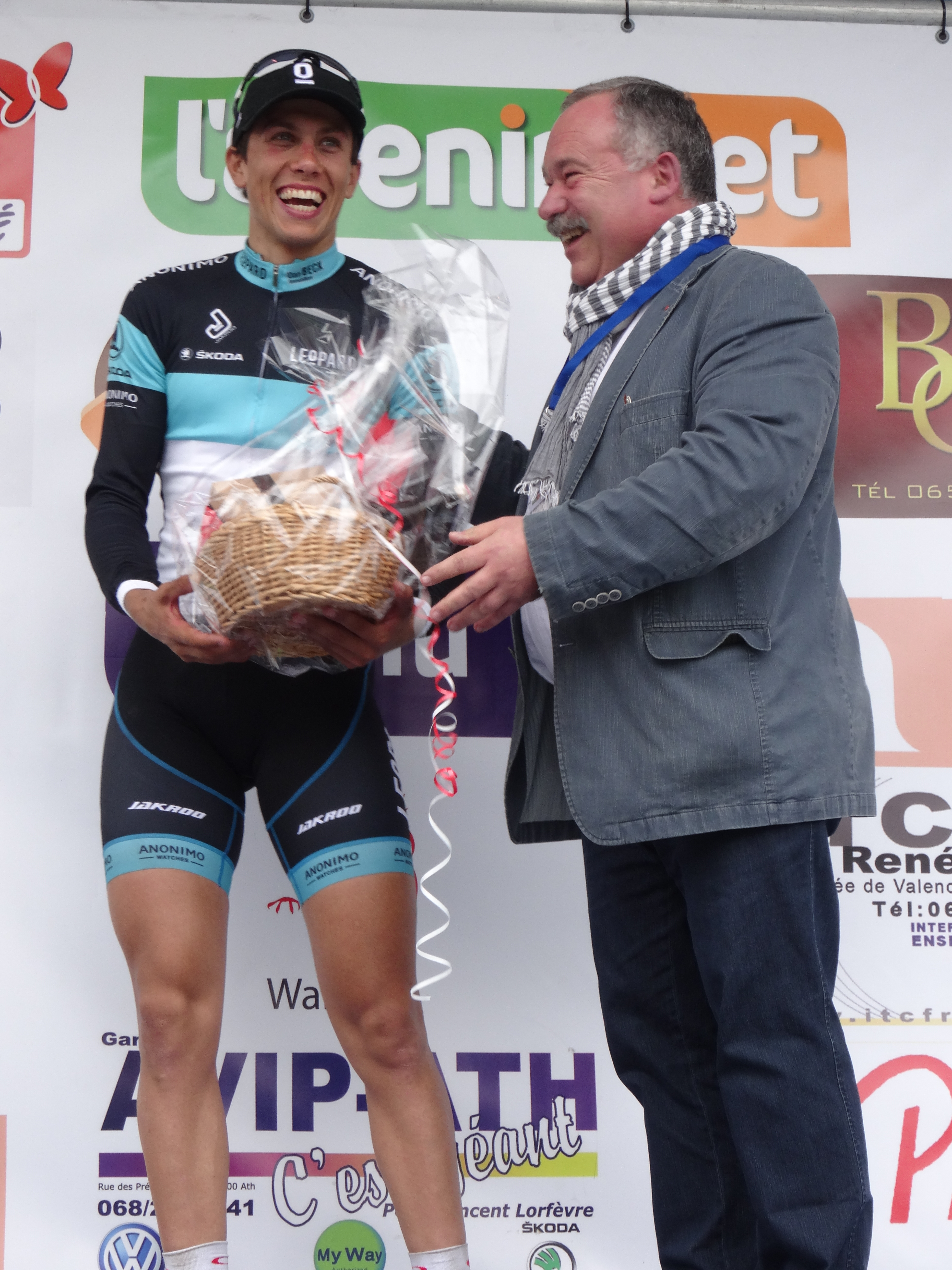
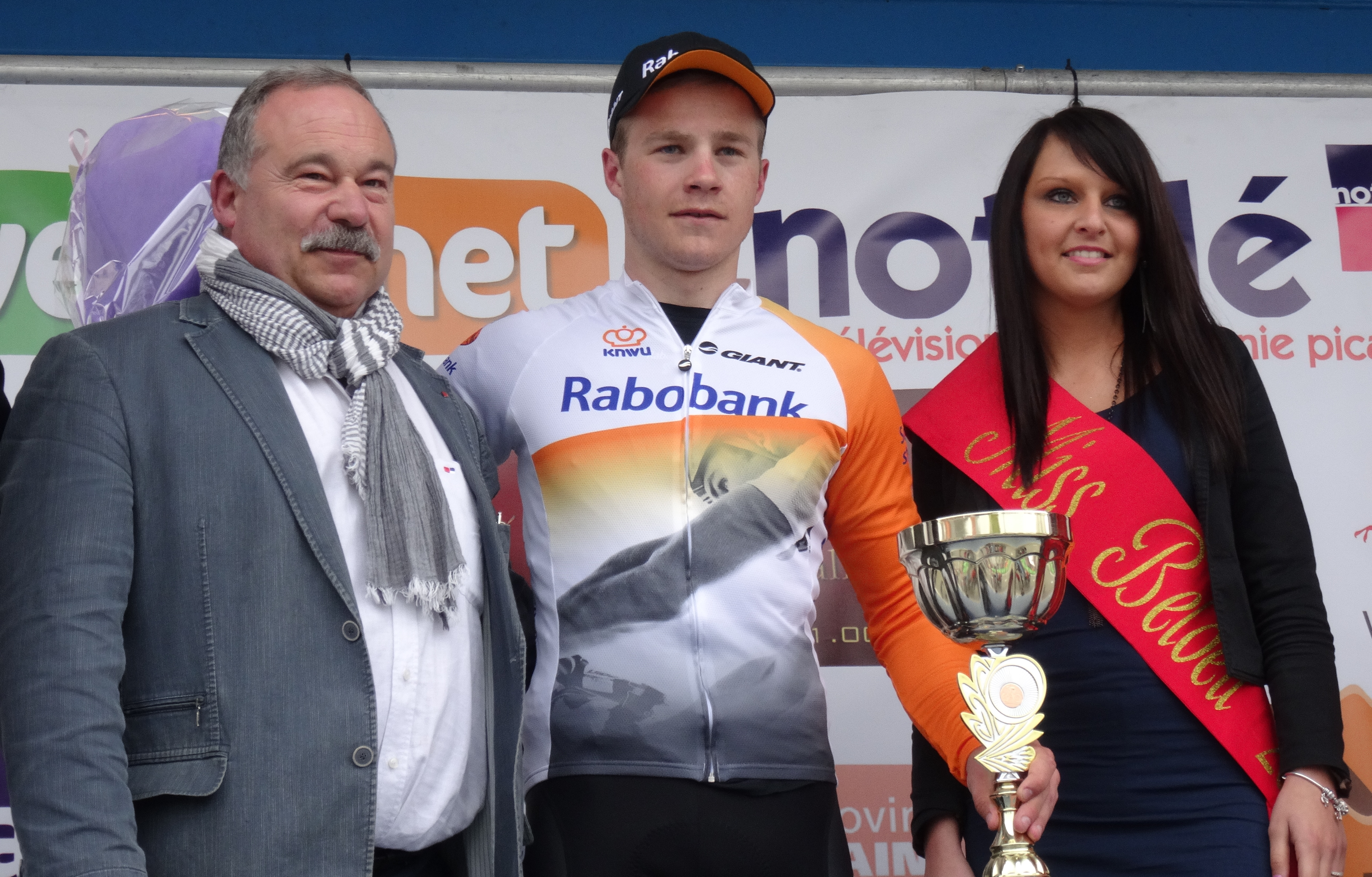
André Looij.
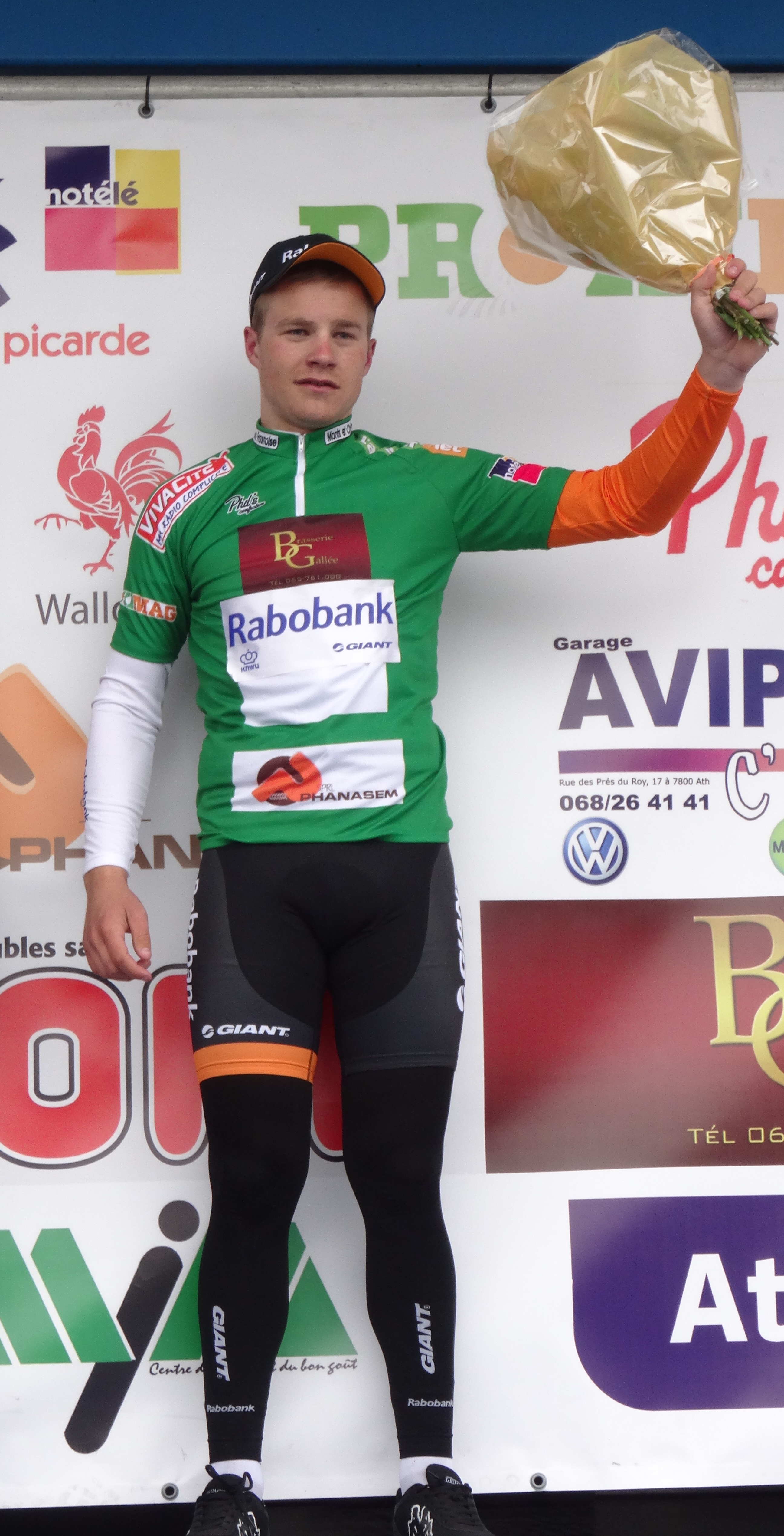
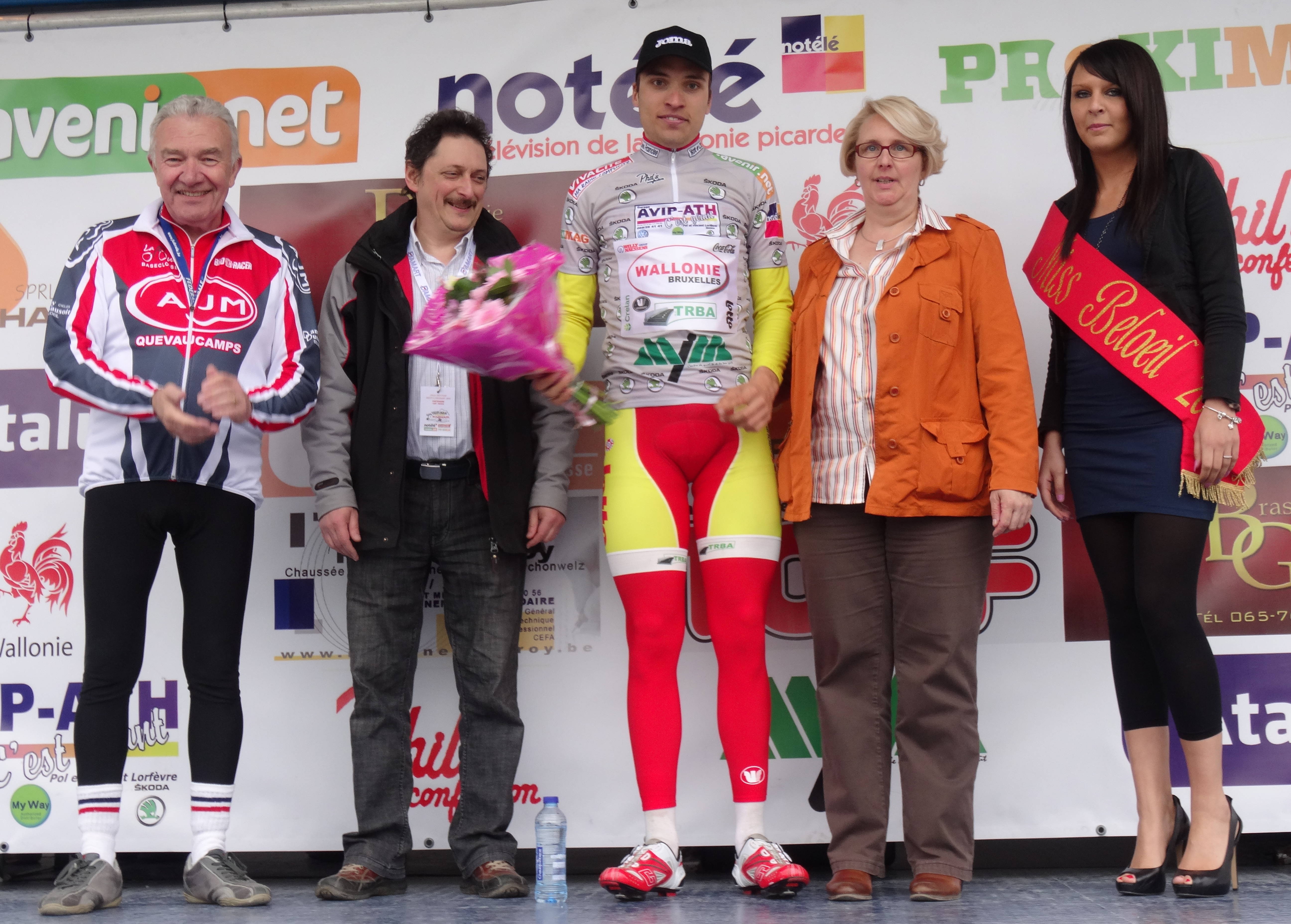
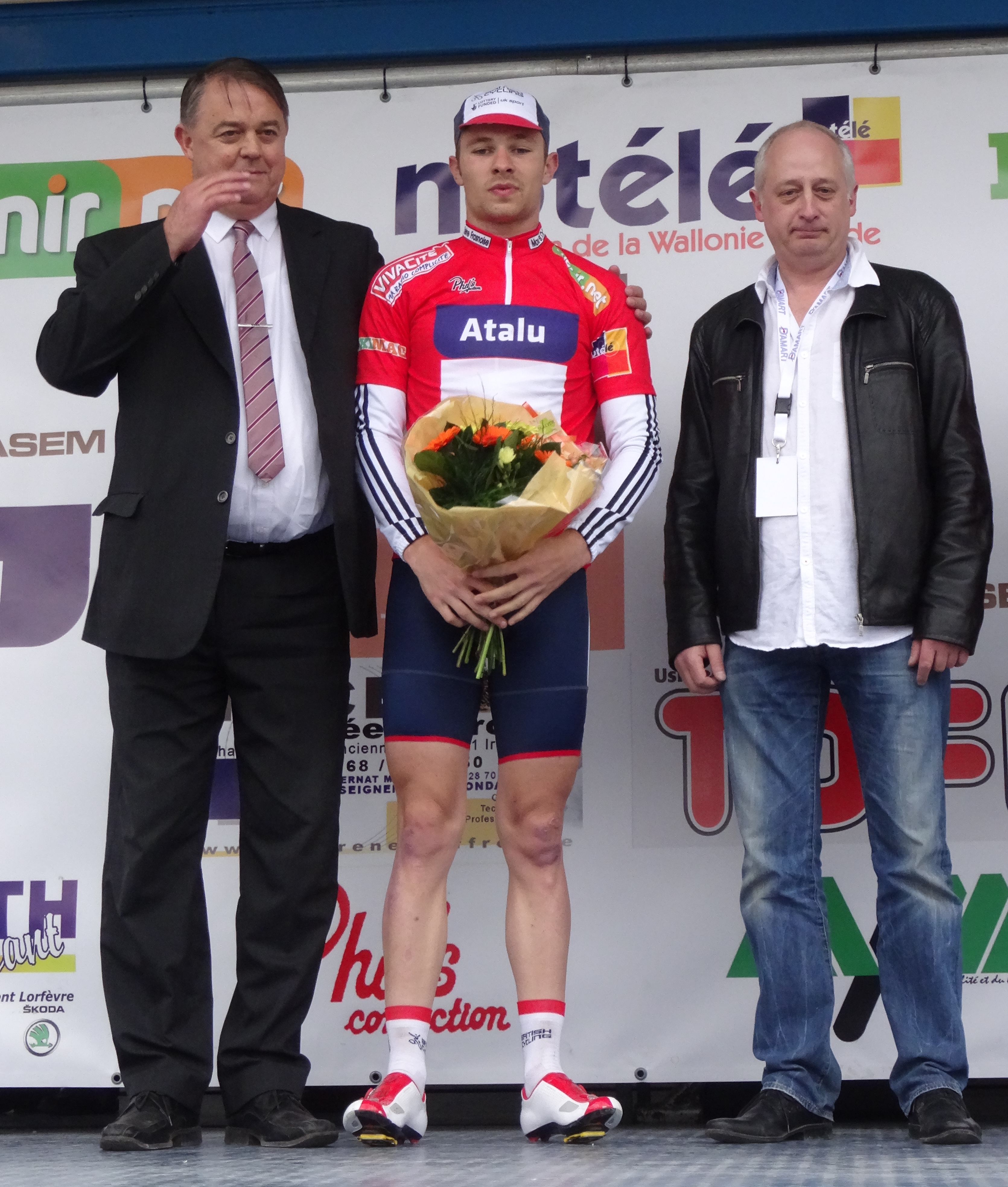
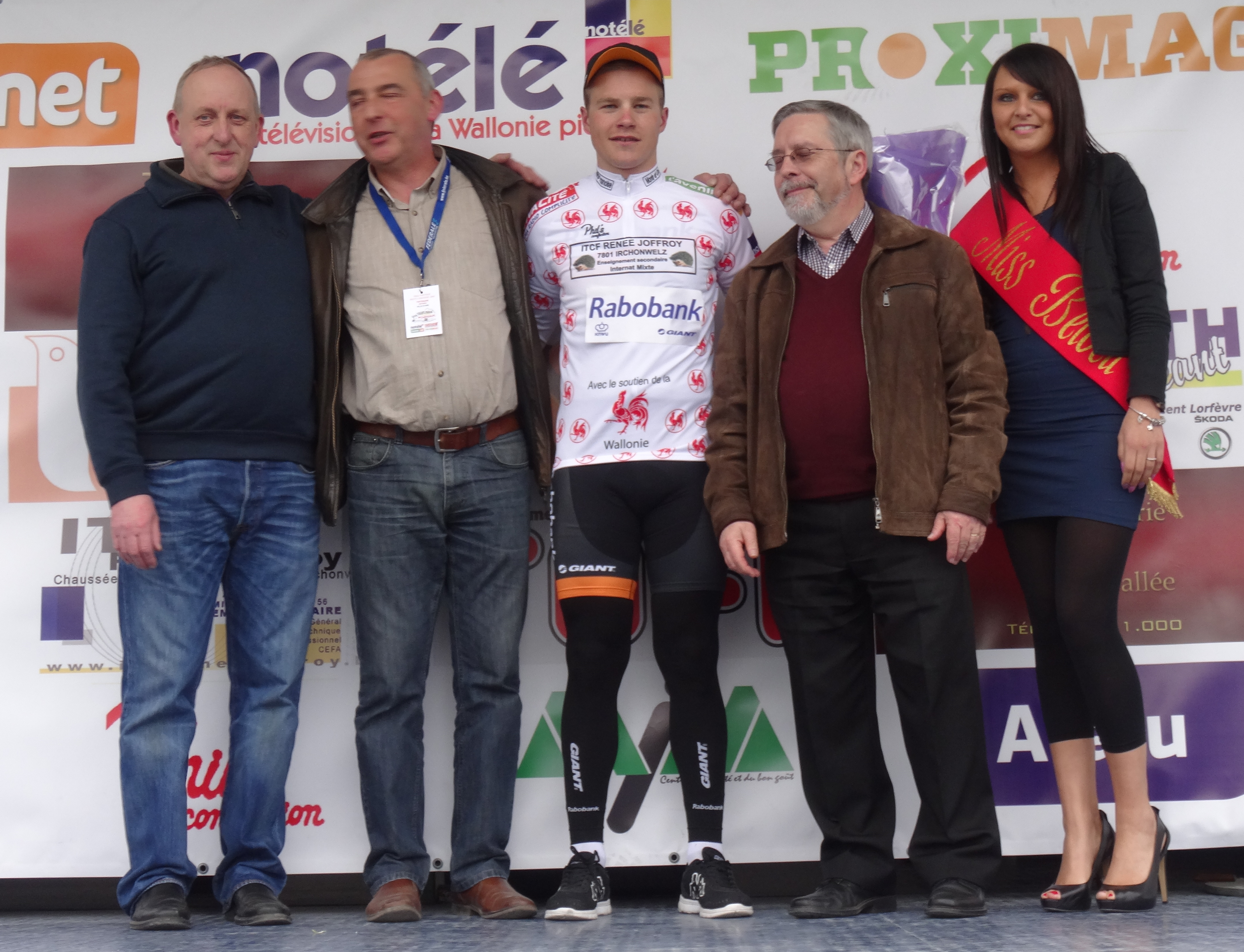
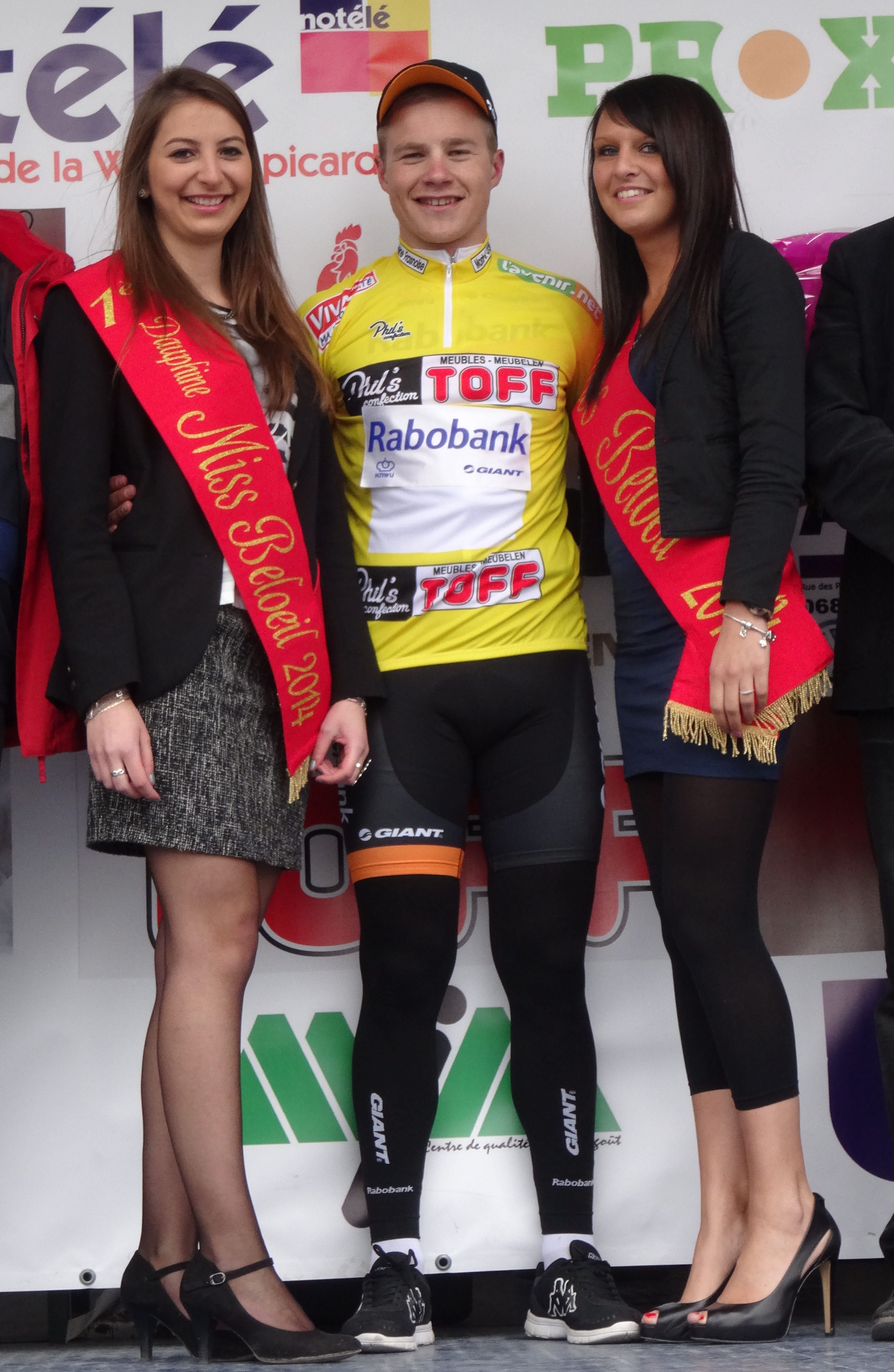

### 2ea étape
La deuxième étape, le samedi 5 avril, est subdivisée en deux demi-étapes. La première est un contre-la-montre individuel sur un parcours de dix kilomètres, ayant pour départ et arrivée Bernissart. Le premier départ est prévu à 9 h 30 et la dernière arrivée à 12 h 17.
| Classement de l'étape | Classement de l'étape | Classement de l'étape | Classement de l'étape                   | Classement de l'étape |
|                       | Coureur               | Pays                  | Équipe                                  | Temps                 |
| --------------------- | --------------------- | --------------------- | --------------------------------------- | --------------------- |
| 1er                   | Jonathan Dibben       | Royaume-Uni           | Équipe nationale du Royaume-Uni espoirs | en 12 min 42 s        |
| 2e                    | Owain Doull           | Royaume-Uni           | Équipe nationale du Royaume-Uni espoirs | + 2 s                 |
| 3e                    | Alex Kirsch           | Luxembourg            | Leopard Development                     | + 7 s                 |
| 4e                    | Kristian Haugaard     | Danemark              | Giant-Shimano Development               | + 8 s                 |
| 5e                    | Eamon Lucas           | États-Unis            | Équipe nationale des États-Unis espoirs | m.t                   |
| 6e                    | Frederik Frison       | Belgique              | Lotto-Belisol U23                       | + 10 s                |
| 7e                    | Ruben Zepuntke        | Allemagne             | Équipe nationale d'Allemagne espoirs    | m.t                   |
| 8e                    | Ruben Pols            | Belgique              | Lotto-Belisol U23                       | m.t                   |
| 9e                    | Dennis Coenen         | Belgique              | Leopard Development                     | m.t                   |
| 10e                   | Bert Van Lerberghe    | Belgique              | EFC-Omega Pharma-Quick Step             | + 11 s                |
| modifier              |                       |                       |                                         |                       |

| Classement général | Classement général | Classement général | Classement général                      | Classement général |
|                    | Coureur            | Pays               | Équipe                                  | Temps              |
| ------------------ | ------------------ | ------------------ | --------------------------------------- | ------------------ |
| 1er                | Jonathan Dibben    | Royaume-Uni        | Équipe nationale du Royaume-Uni espoirs | en 4 h 17 min 9 s  |
| 2e                 | Owain Doull        | Royaume-Uni        | Équipe nationale du Royaume-Uni espoirs | + 0 s              |
| 3e                 | Kristian Haugaard  | Danemark           | Giant-Shimano Development               | + 4 s              |
| 4e                 | Alex Kirsch        | Luxembourg         | Leopard Development                     | + 7 s              |
| 5e                 | Eamon Lucas        | États-Unis         | Équipe nationale des États-Unis espoirs | + 8 s              |
| 6e                 | Bert Van Lerberghe | Belgique           | EFC-Omega Pharma-Quick Step             | + 9 s              |
| 7e                 | Frederik Frison    | Belgique           | Lotto-Belisol U23                       | + 10 s             |
| 8e                 | Ruben Zepuntke     | Allemagne          | Équipe nationale d'Allemagne espoirs    | + 10 s             |
| 9e                 | Mike Teunissen     | Pays-Bas           | Rabobank Development                    | + 10 s             |
| 10e                | Ruben Pols         | Belgique           | Lotto-Belisol U23                       | + 10 s             |
| modifier           |                    |                    |                                         |                    |

Remise des prix
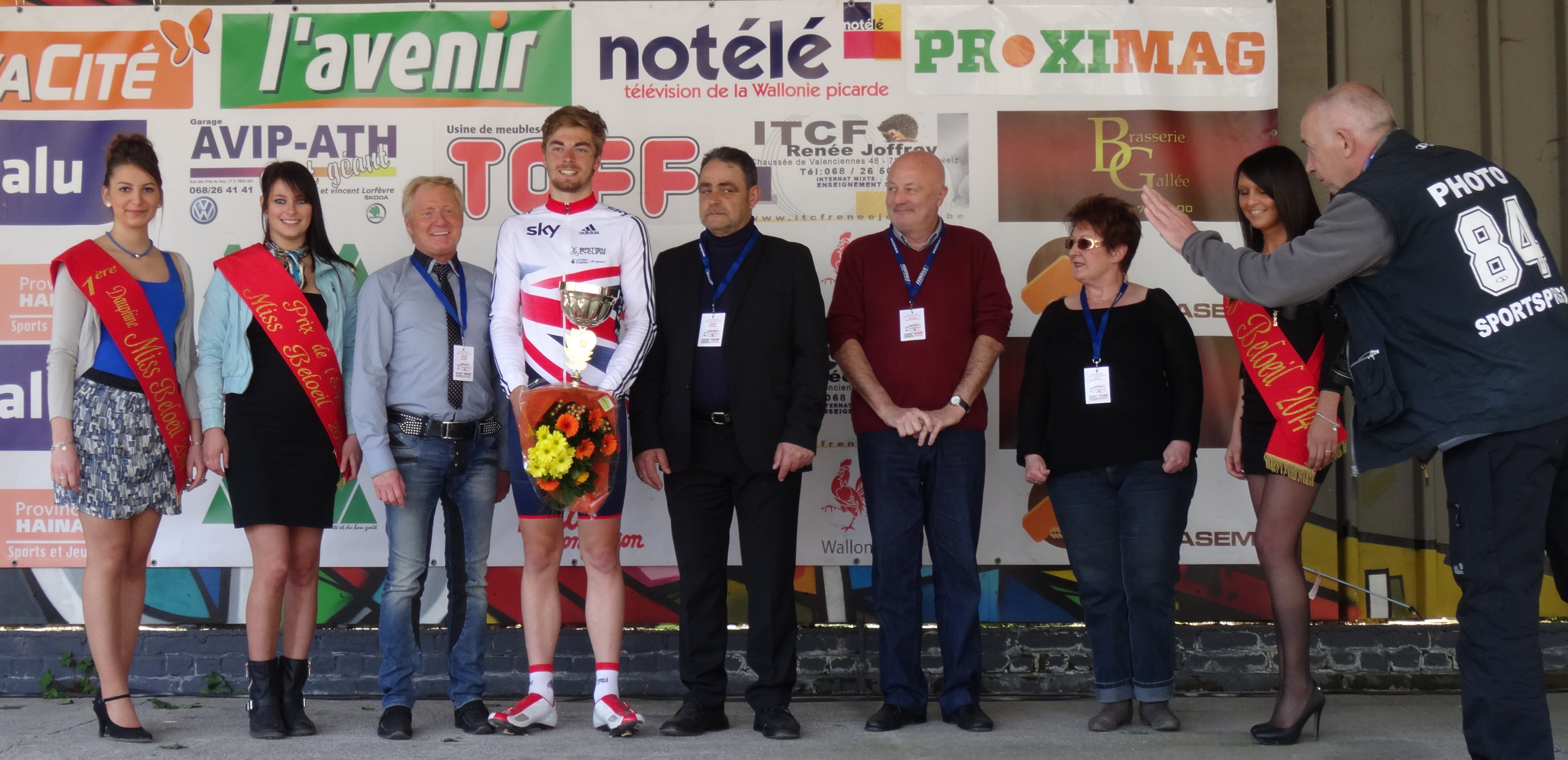
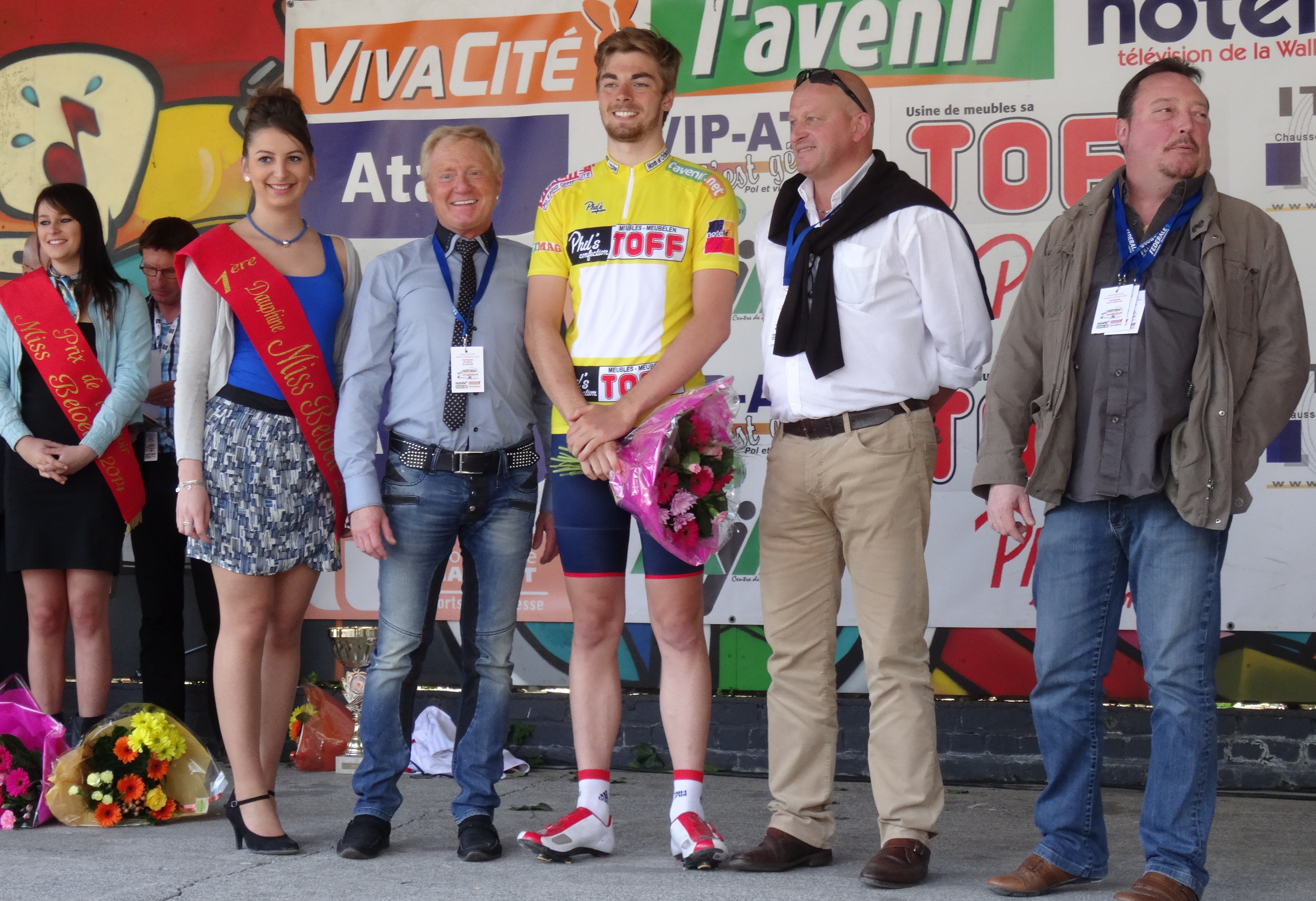
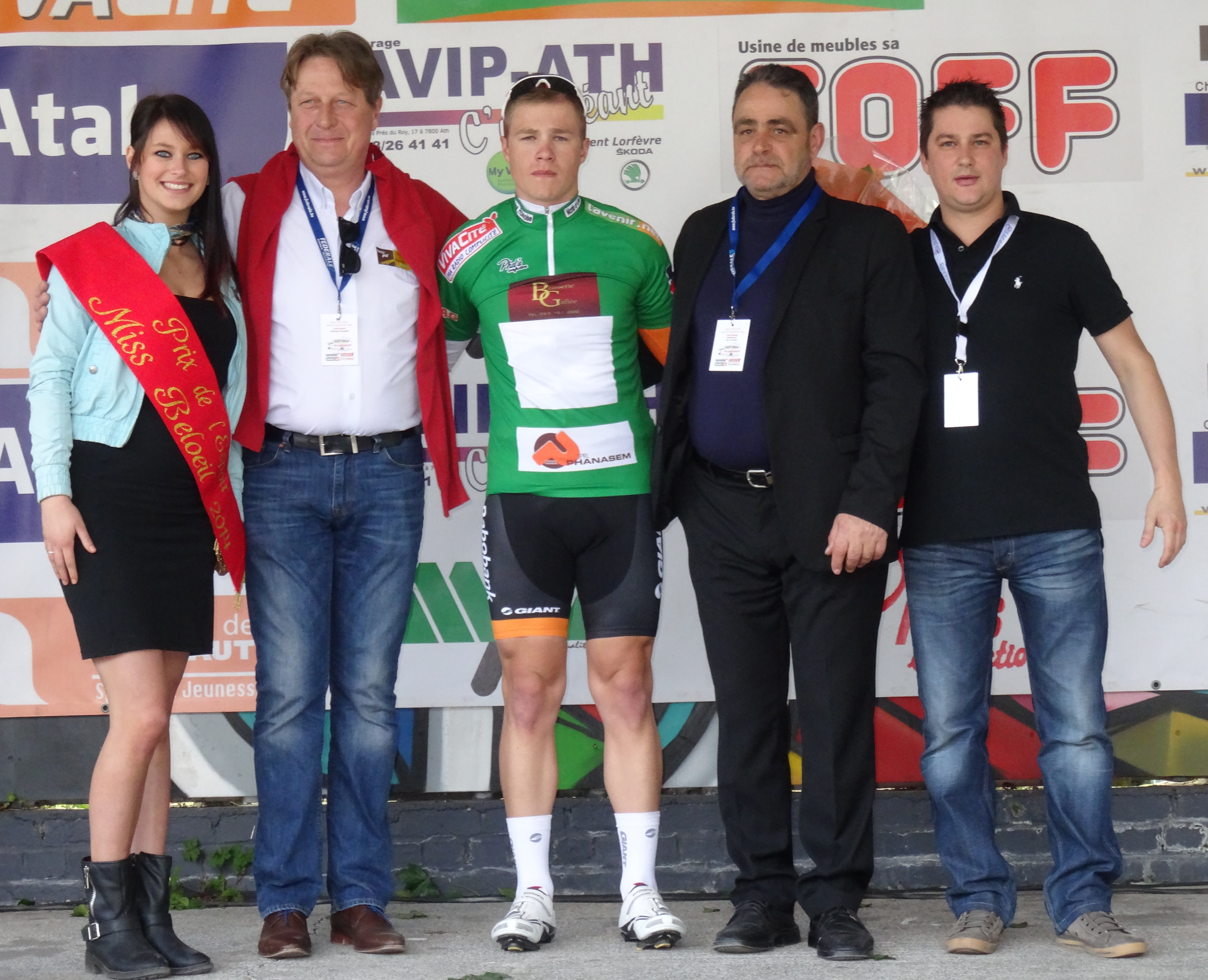
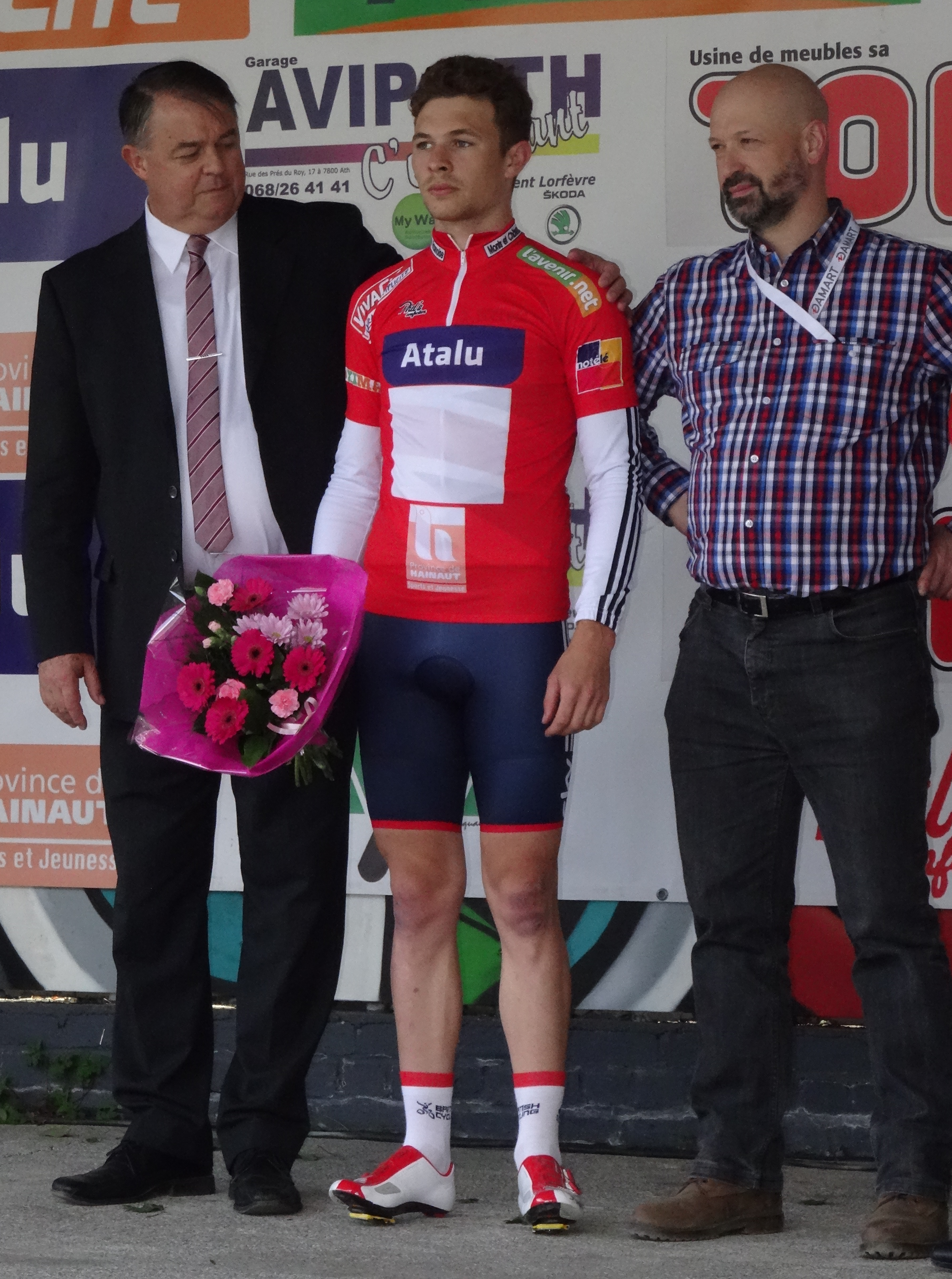
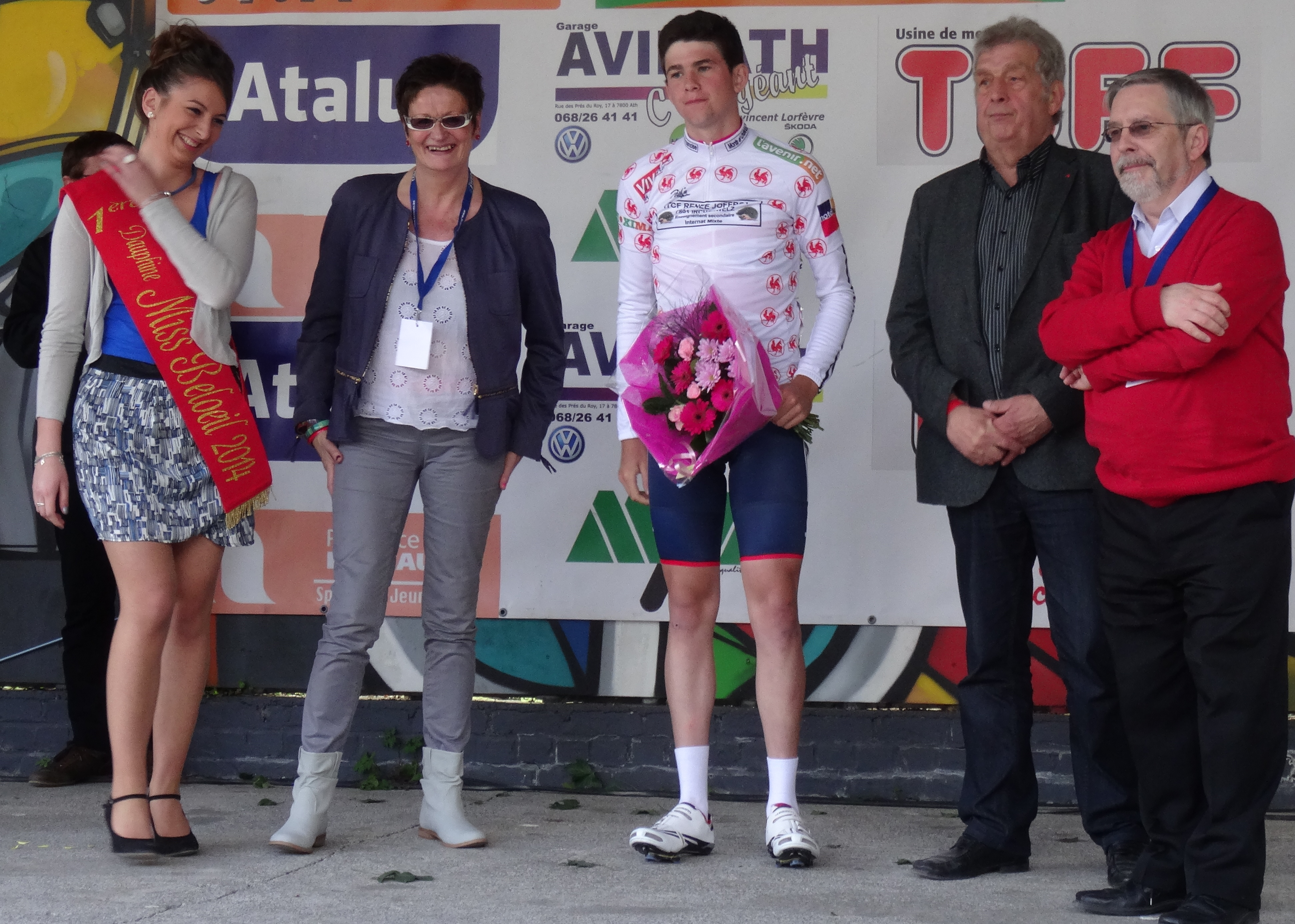
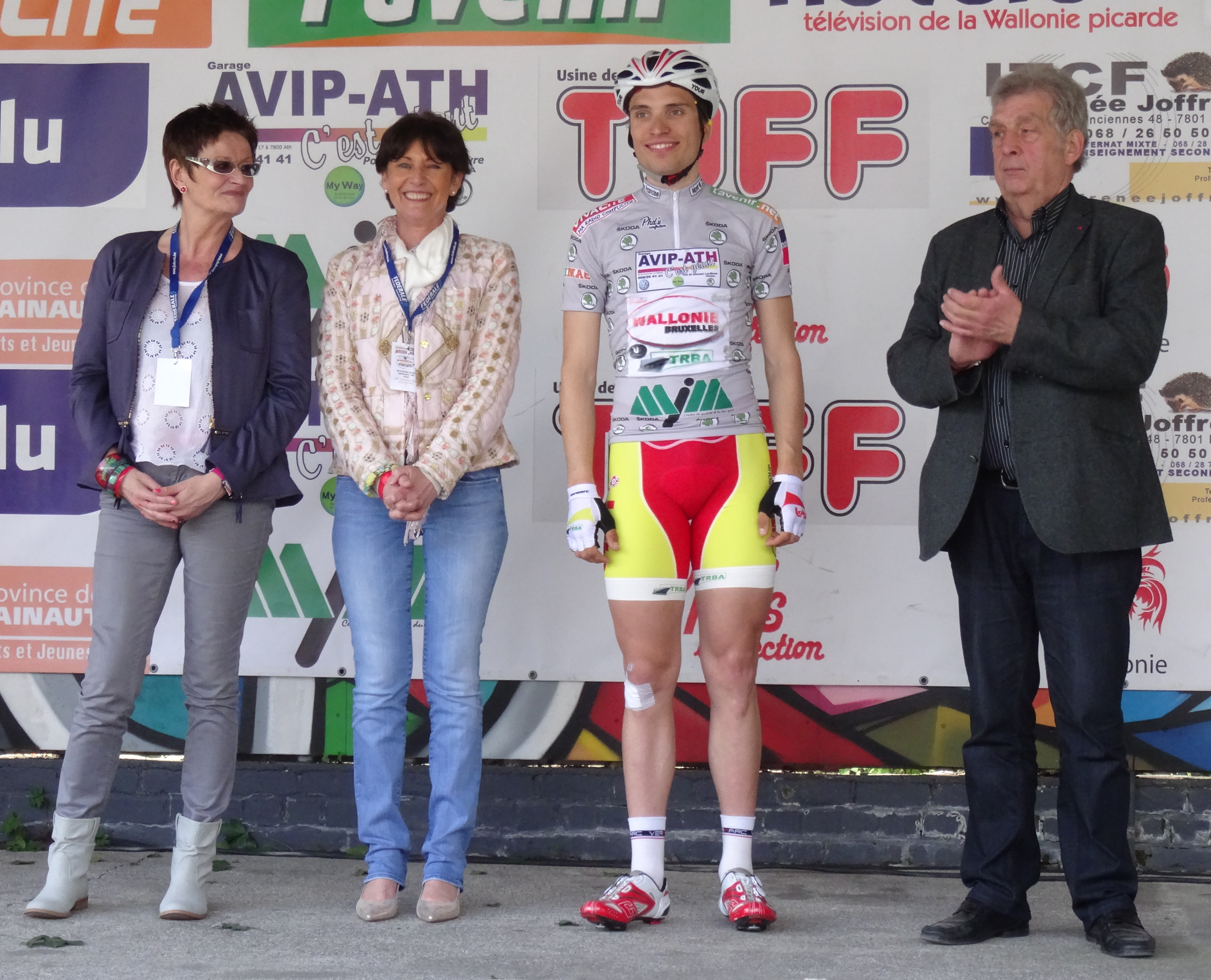

### 2eb étape
La seconde demi-étape, longue de 95,5 kilomètres, démarre à 15 h 15 du château d'Estaimbourg à Estaimpuis pour une arrivée prévue à 17 h 35 au Mont de l'Enclus.
| Classement de l'étape | Classement de l'étape | Classement de l'étape | Classement de l'étape                   | Classement de l'étape |
|                       | Coureur               | Pays                  | Équipe                                  | Temps                 |
| --------------------- | --------------------- | --------------------- | --------------------------------------- | --------------------- |
| 1er                   | Patrick Konrad        | Autriche              | Gourmetfein Simplon Wels                | en 2 h 12 min 6 s     |
| 2e                    | Tiesj Benoot          | Belgique              | Lotto-Belisol U23                       | m.t                   |
| 3e                    | Walt De Winter        | Belgique              | Verandas Willems                        | m.t                   |
| 4e                    | Floris De Tier        | Belgique              | EFC-Omega Pharma-Quick Step             | m.t                   |
| 5e                    | Rob Leemans           | Belgique              | Lotto-Belisol U23                       | m.t                   |
| 6e                    | Gerry Druyts          | Belgique              | 3M                                      | m.t                   |
| 7e                    | Laurent Évrard        | Belgique              | Wallonie-Bruxelles                      | m.t                   |
| 8e                    | Owain Doull           | Royaume-Uni           | Équipe nationale du Royaume-Uni espoirs | m.t                   |
| 9e                    | Merijn Korevaar       | Pays-Bas              | Rabobank Development                    | m.t                   |
| 10e                   | Fredrik Ludvigsson    | Suède                 | Giant-Shimano Development               | m.t                   |
| modifier              |                       |                       |                                         |                       |

| Classement général | Classement général | Classement général | Classement général                      | Classement général |
|                    | Coureur            | Pays               | Équipe                                  | Temps              |
| ------------------ | ------------------ | ------------------ | --------------------------------------- | ------------------ |
| 1er                | Owain Doull        | Royaume-Uni        | Équipe nationale du Royaume-Uni espoirs | en 6 h 29 min 15 s |
| 2e                 | Alex Kirsch        | Luxembourg         | Leopard Development                     | + 7 s              |
| 3e                 | Patrick Konrad     | Autriche           | Gourmetfein Simplon Wels                | + 11 s             |
| 4e                 | Tiesj Benoot       | Belgique           | Lotto-Belisol U23                       | + 12 s             |
| 5e                 | Fredrik Ludvigsson | Suède              | Giant-Shimano Development               | + 13 s             |
| 6e                 | Rob Leemans        | Belgique           | Lotto-Belisol U23                       | + 13 s             |
| 7e                 | Kristian Haugaard  | Danemark           | Giant-Shimano Development               | + 17 s             |
| 8e                 | Laurent Évrard     | Belgique           | Wallonie-Bruxelles                      | + 17 s             |
| 9e                 | Bert Van Lerberghe | Belgique           | EFC-Omega Pharma-Quick Step             | + 22 s             |
| 10e                | Ruben Zepuntke     | Allemagne          | Équipe nationale d'Allemagne espoirs    | + 23 s             |
| modifier           |                    |                    |                                         |                    |

### 3eétape
La troisième étape se déroule le dimanche 6 avril et relie en 163,4 kilomètres le château de Belœil à Tournai, avec un départ prévu à 12 h 30 et une arrivée à 16 h 24.
| Classement de l'étape | Classement de l'étape | Classement de l'étape | Classement de l'étape                   | Classement de l'étape |
|                       | Coureur               | Pays                  | Équipe                                  | Temps                 |
| --------------------- | --------------------- | --------------------- | --------------------------------------- | --------------------- |
| 1er                   | Owain Doull           | Royaume-Uni           | Équipe nationale du Royaume-Uni espoirs | en 4 h 0 min 56 s     |
| 2e                    | Mike Teunissen        | Pays-Bas              | Rabobank Development                    | m.t                   |
| 3e                    | Vadim Galeyev         | Kazakhstan            | Astana Continental                      | m.t                   |
| 4e                    | Antoine Demoitié      | Belgique              | Wallonie-Bruxelles                      | m.t                   |
| 5e                    | Julien Stassen        | Belgique              | Wallonie-Bruxelles                      | m.t                   |
| 6e                    | Florent Delfosse      | Belgique              | Color Code-Biowanze                     | m.t                   |
| 7e                    | Tiesj Benoot          | Belgique              | Lotto-Belisol U23                       | m.t                   |
| 8e                    | Steven Haerinck       | Belgique              | KSV Deerlijk-Gaverzicht                 | m.t                   |
| 9e                    | Benjamin Declercq     | Belgique              | EFC-Omega Pharma-Quick Step             | m.t                   |
| 10e                   | Justin Oien           | États-Unis            | Équipe nationale des États-Unis espoirs | m.t                   |
| modifier              |                       |                       |                                         |                       |

Remise des prix
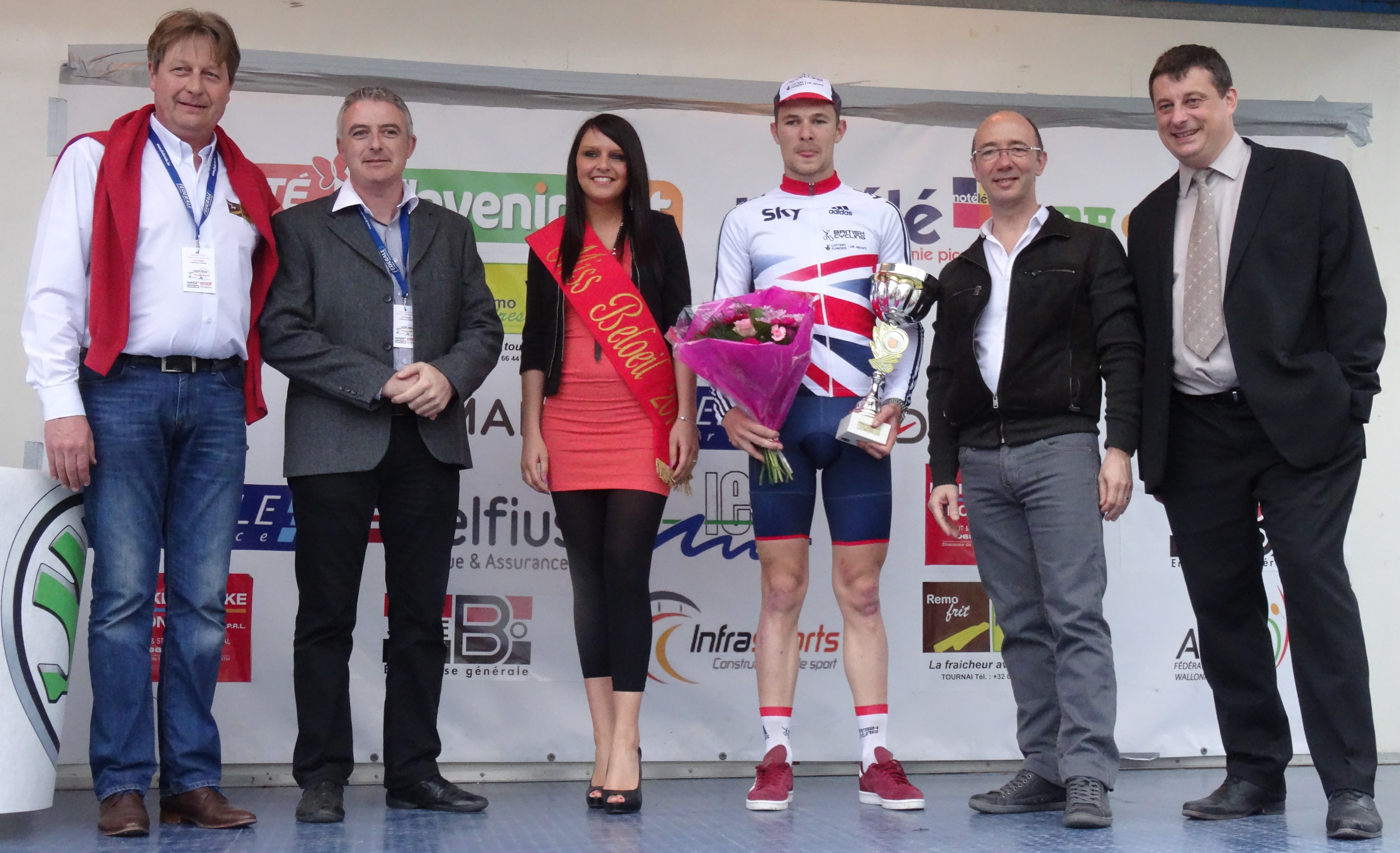
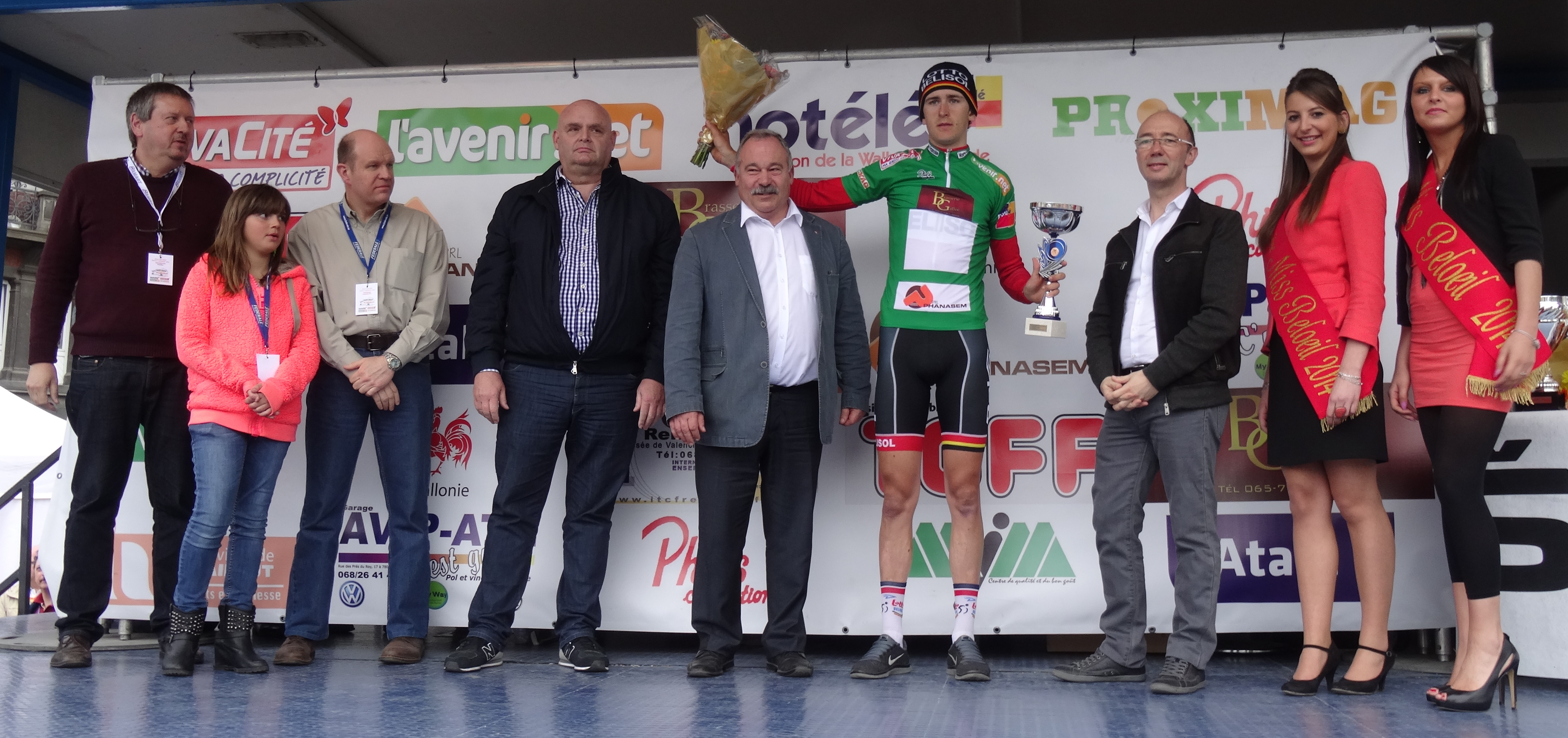
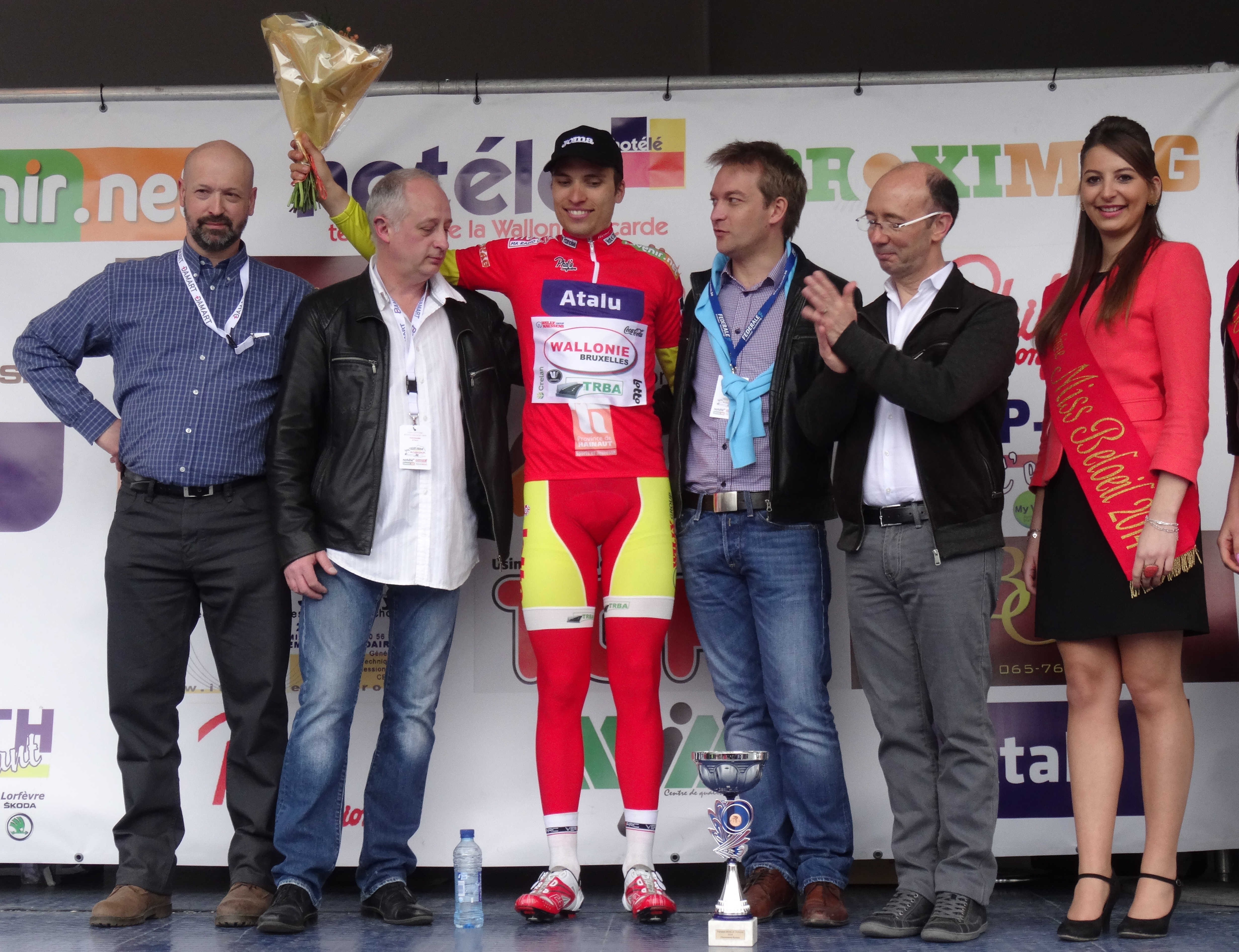
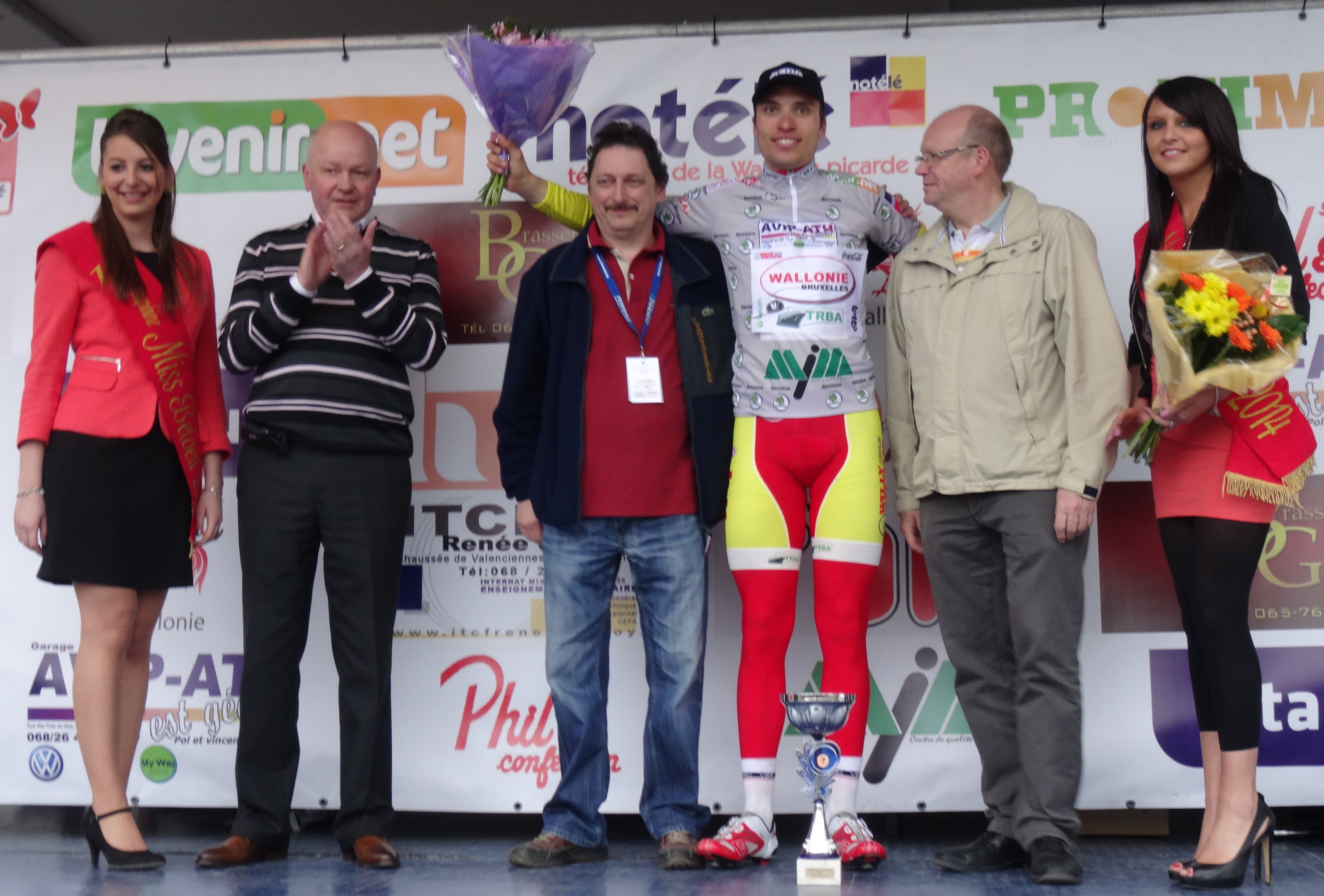
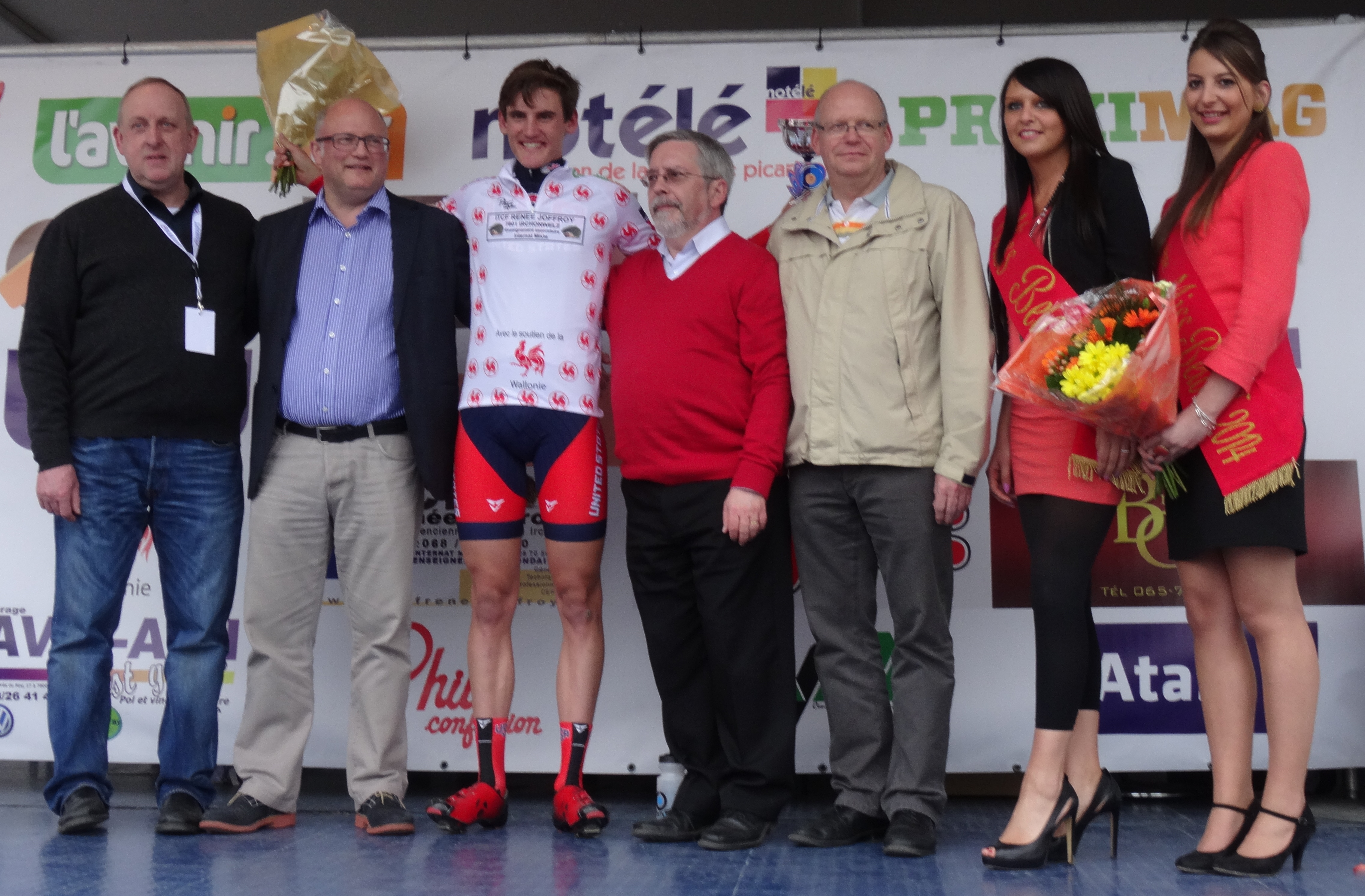
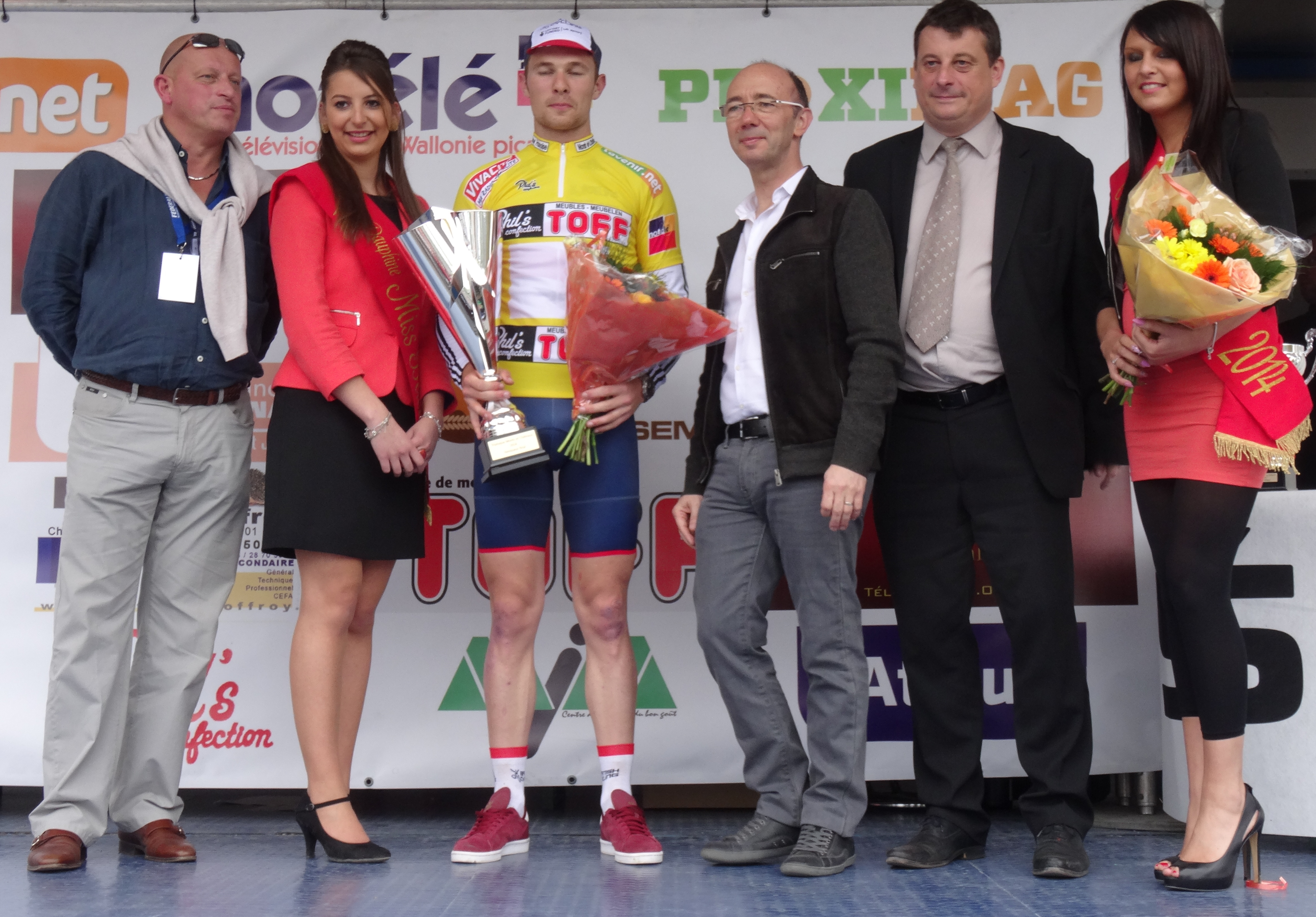

## Classements

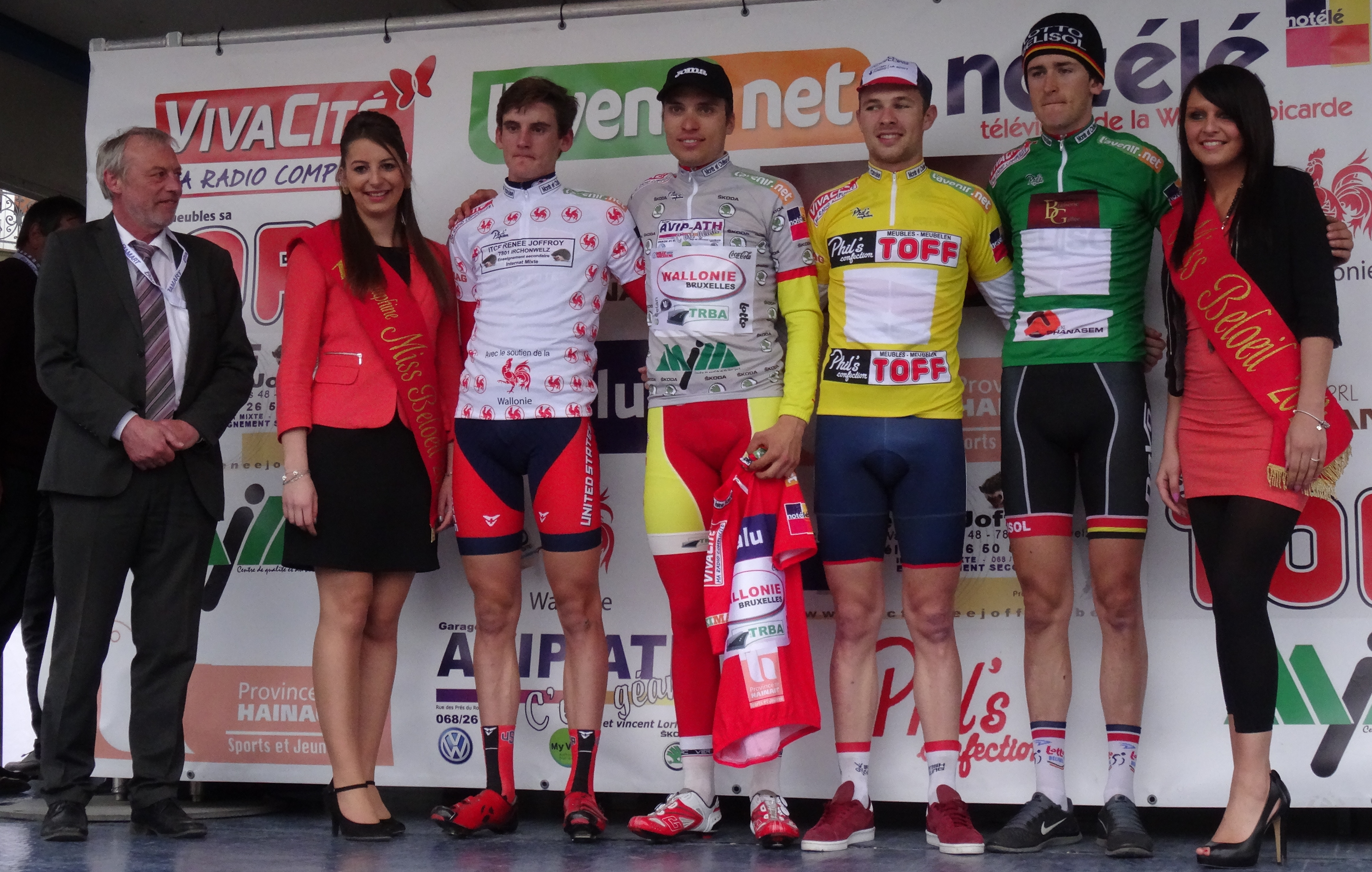
Le président Jean-Pierre Delitte et les vainqueurs de la course : Geoffrey Curran (équipe nationale des États-Unis espoirs) pour le classement du meilleur jeune, Maxime Anciaux (Wallonie-Bruxelles) pour le classement des rushs et du meilleur grimpeur, Owain Doull (Équipe nationale du Royaume-Uni espoirs) pour le classement général, et Tiesj Benoot (Lotto-Belisol U23) pour le classement par points et le classement par équipes.

### Classement général final
| Classement général final | Classement général final | Classement général final | Classement général final                | Classement général final |
|                          | Coureur                  | Pays                     | Équipe                                  | Temps                    |
| ------------------------ | ------------------------ | ------------------------ | --------------------------------------- | ------------------------ |
| 1er                      | Owain Doull              | Royaume-Uni              | Équipe nationale du Royaume-Uni espoirs | en 10 h 30 min 01 s      |
| 2e                       | Tiesj Benoot             | Belgique                 | Lotto-Belisol U23                       | + 17 s                   |
| 3e                       | Alex Kirsch              | Luxembourg               | Leopard Development                     | + 17 s                   |
| 4e                       | Patrick Konrad           | Autriche                 | Gourmetfein Simplon Wels                | + 21 s                   |
| 5e                       | Fredrik Ludvigsson       | Suède                    | Giant-Shimano Development               | + 23 s                   |
| 6e                       | Mike Teunissen           | Pays-Bas                 | Rabobank Development                    | + 23 s                   |
| 7e                       | Kristian Haugaard        | Danemark                 | Giant-Shimano Development               | + 27 s                   |
| 8e                       | Laurent Évrard           | Belgique                 | Wallonie-Bruxelles                      | + 27 s                   |
| 9e                       | Bert Van Lerberghe       | Belgique                 | EFC-Omega Pharma-Quick Step             | + 27 s                   |
| 10e                      | Ruben Pols               | Belgique                 | Lotto-Belisol U23                       | + 33 s                   |
| modifier                 |                          |                          |                                         |                          |

### Classements annexes

#### Classement par points
| Classement par points | Classement par points | Classement par points | Classement par points                   | Classement par points |
| --------------------- | --------------------- | --------------------- | --------------------------------------- | --------------------- |
|                       | Coureur               | Pays                  | Équipe                                  | Point(s)              |
| 1er                   | Tiesj Benoot          | Belgique              | Lotto-Belisol U23                       | 47 points             |
| 2e                    | Owain Doull           | Royaume-Uni           | Équipe nationale du Royaume-Uni espoirs | 37 pts                |
| 3e                    | Mike Teunissen        | Pays-Bas              | Rabobank Development                    | 27 pts                |
| modifier              |                       |                       |                                         |                       |

#### Classement du meilleur grimpeur
| Classement du meilleur grimpeur | Classement du meilleur grimpeur | Classement du meilleur grimpeur | Classement du meilleur grimpeur | Classement du meilleur grimpeur |
| ------------------------------- | ------------------------------- | ------------------------------- | ------------------------------- | ------------------------------- |
|                                 | Coureur                         | Pays                            | Équipe                          | Point(s)                        |
| 1er                             | Maxime Anciaux                  | Belgique                        | Wallonie-Bruxelles              | 82 points                       |
| 2e                              | Serge Dewortelaer               | Belgique                        | Veranclassic-Doltcini           | 52 pts                          |
| 3e                              | Walt De Winter                  | Belgique                        | Verandas Willems                | 29 pts                          |
| modifier                        |                                 |                                 |                                 |                                 |

#### Classement des rushs
| Classement du meilleur sprinteur | Classement du meilleur sprinteur | Classement du meilleur sprinteur | Classement du meilleur sprinteur        | Classement du meilleur sprinteur |
| -------------------------------- | -------------------------------- | -------------------------------- | --------------------------------------- | -------------------------------- |
|                                  | Coureur                          | Pays                             | Équipe                                  | Point(s)                         |
| 1er                              | Maxime Anciaux                   | Belgique                         | Wallonie-Bruxelles                      | 19 points                        |
| 2e                               | Mike Teunissen                   | Pays-Bas                         | Rabobank Development                    | 11 pts                           |
| 3e                               | Owain Doull                      | Royaume-Uni                      | Équipe nationale du Royaume-Uni espoirs | 11 pts                           |
| modifier                         |                                  |                                  |                                         |                                  |

#### Classement du meilleur jeune
| Classement du meilleur jeune | Classement du meilleur jeune | Classement du meilleur jeune | Classement du meilleur jeune            | Classement du meilleur jeune |
|                              | Coureur                      | Pays                         | Équipe                                  | Temps                        |
| ---------------------------- | ---------------------------- | ---------------------------- | --------------------------------------- | ---------------------------- |
| 1er                          | Geoffrey Curran              | États-Unis                   | Équipe nationale des États-Unis espoirs | en 10 h 30 min 46 s          |
| 2e                           | Justin Oien                  | États-Unis                   | Équipe nationale des États-Unis espoirs | m.t                          |
| 3e                           | Scott Davies                 | Royaume-Uni                  | Équipe nationale du Royaume-Uni espoirs | + 14 s                       |
| modifier                     |                              |                              |                                         |                              |

#### Classement par équipes
Lotto-Belisol U23 remporte le classement par équipes grâce à un temps de 31 h 31 min 39 s. L'équipe est suivie dans le même temps par EFC-Omega Pharma-Quick Step et à 20 s par l'Équipe nationale des États-Unis espoirs.
| Classement par équipes | Classement par équipes                  | Classement par équipes | Classement par équipes |
|                        | Équipe                                  | Pays                   | Temps                  |
| ---------------------- | --------------------------------------- | ---------------------- | ---------------------- |
| 1re                    | Lotto-Belisol U23                       | Belgique               | en 31 h 31 min 39 s    |
| 2e                     | EFC-Omega Pharma-Quick Step             | Belgique               | m.t                    |
| 3e                     | Équipe nationale des États-Unis espoirs | États-Unis             | + 20 s                 |
| modifier               |                                         |                        |                        |

### UCI Europe Tour
Ce Triptyque des Monts et Châteaux attribue des points pour l'UCI Europe Tour 2014, par équipes seulement aux coureurs des équipes continentales professionnelles et continentales, individuellement à tous les coureurs sauf ceux faisant partie d'une équipe ayant un label ProTeam.
| Position           | 1er | 2e | 3e | 4e | 5e | 6e | 7e | 8e |
| Classement général | 40  | 30 | 25 | 20 | 15 | 10 | 5  | 3  |
| Par étape          | 8   | 5  | 2  |    |    |    |    |    |
| Leader, par étape  | 4   |    |    |    |    |    |    |    |

## Évolution des classements
| Étape              | Vainqueur          | Classement général | Classement par points | Classement de la montagne | Classement des rushs | Classement du meilleur jeune | Classement par équipes                  |
| ------------------ | ------------------ | ------------------ | --------------------- | ------------------------- | -------------------- | ---------------------------- | --------------------------------------- |
| 1                  | André Looij        | André Looij        | André Looij           | Maxime Anciaux            | Owain Doull          | André Looij                  | Verandas Willems                        |
| 2a                 | Jonathan Dibben    | Jonathan Dibben    | André Looij           | Maxime Anciaux            | Owain Doull          | Scott Davies                 | Équipe nationale du Royaume-Uni espoirs |
| 2b                 | Patrick Konrad     | Owain Doull        | Tiesj Benoot          | Maxime Anciaux            | Maxime Anciaux       | Scott Davies                 | Lotto-Belisol U23                       |
| 3                  | Owain Doull        | Owain Doull        | Tiesj Benoot          | Maxime Anciaux            | Maxime Anciaux       | Geoffrey Curran              | Lotto-Belisol U23                       |
| Classements finals | Classements finals | Owain Doull        | Tiesj Benoot          | Maxime Anciaux            | Maxime Anciaux       | Geoffrey Curran              | Lotto-Belisol U23                       |

## Liste des participants
| Légende                                | Légende                                                                                                  | Légende                         | Légende                                                                                                  |
| -------------------------------------- | --- | ------------------------------- | --- |
| Num                                    | Dossard de départ porté par le coureur sur ce Triptyque des Monts et Châteaux                            | Pos                             | Position finale au classement général                                                                    |
| Leader du classement général           | Indique le vainqueur du classement général                                                               | Leader du classement par points | Indique le vainqueur du classement par points                                                            |
| Leader du classement de la montagne    | Indique le vainqueur du classement de la montagne                                                        | Leader du classement des rushs  | Indique le vainqueur du classement des rushs                                                             |
| Leader du classement du meilleur jeune | Indique le vainqueur du classement du meilleur jeune                                                     |                                 | Indique un maillot de champion national ou mondial, suivi de sa spécialité                               |
| #                                      | Indique la meilleure équipe                                                                              | NP                              | Indique un coureur qui n'a pas pris le départ d'une étape, suivi du numéro de l'étape où il s'est retiré |
| AB                                     | Indique un coureur qui n'a pas terminé une étape, suivi du numéro de l'étape où il s'est retiré          | HD                              | Indique un coureur qui a terminé une étape hors des délais, suivi du numéro de l'étape                   |
| *                                      | Indique un coureur en lice pour le classement du meilleur jeune (coureurs nés après le 1er janvier 1995) |                                 | |

| Verandas Willems WIL | Verandas Willems WIL        | Verandas Willems WIL |
| -------------------- | --------------------------- | -------------------- |
| Num                  | Coureur                     | Pos                  |
| 1                    | Nicolas Vereecken (BEL)     | AB-3                 |
| 2                    | Gaëtan Bille (BEL)          | AB-2b                |
| 3                    | Michael Goolaerts (BEL)     | AB-3                 |
| 4                    | Jelle Mannaerts (BEL)       | 33e                  |
| 5                    | Jean-Albert Carnevali (BEL) | 49e                  |
| 6                    | Joren Touquet (BEL)         | 78e                  |
| 7                    | Walt De Winter (BEL)        | 73e                  |

| Lotto-Belisol U23 LTU | Lotto-Belisol U23 LTU | Lotto-Belisol U23 LTU |
| --------------------- | --------------------- | --------------------- |
| Num                   | Coureur               | Pos                   |
| 11                    | Tiesj Benoot (BEL)    | 2e                    |
| 12                    | Jorne Carolus (BEL)   | 53e                   |
| 13                    | Maarten Craeghs (BEL) | 41e                   |
| 14                    | Frederik Frison (BEL) | AB-3                  |
| 15                    | Daniel McLay (GBR)    | AB-1                  |
| 16                    | Ruben Pols (BEL)      | 10e                   |
| 17                    | Rob Leemans (BEL)     | 15e                   |

| BCV Works-Soenens BCV | BCV Works-Soenens BCV    | BCV Works-Soenens BCV |
| --------------------- | ------------------------ | --------------------- |
| Num                   | Coureur                  | Pos                   |
| 21                    | Jasper Baert (BEL)       | 48e                   |
| 22                    | Robby Cobbaert (BEL)     | 79e                   |
| 23                    | Axel De Corte (BEL)      | 36e                   |
| 24                    | Alexander Maes (BEL)     | 94e                   |
| 25                    | Alessandro Soenens (BEL) | AB-3                  |
| 26                    | Cédric Verbeken (BEL)    | 56e                   |
| 27                    | Joeri Persoon (BEL)      | 55e                   |

| EFC-Omega Pharma-Quick Step EFC | EFC-Omega Pharma-Quick Step EFC | EFC-Omega Pharma-Quick Step EFC |
| ------------------------------- | ------------------------------- | ------------------------------- |
| Num                             | Coureur                         | Pos                             |
| 31                              | Jens Wallays (BEL)              | 34e                             |
| 32                              | Dieter Bouvry (BEL)             | 12e                             |
| 33                              | Martijn Degreve (BEL)           | 64e                             |
| 34                              | Floris De Tier (BEL)            | 13e                             |
| 35                              | Benjamin Declercq (BEL)         | 19e                             |
| 36                              | Bert Van Lerberghe (BEL)        | 9e                              |
| 37                              | Daan Myngheer (BEL)             | 27e                             |

| Ottignies-Perwez OTP | Ottignies-Perwez OTP      | Ottignies-Perwez OTP |
| -------------------- | ------------------------- | -------------------- |
| Num                  | Coureur                   | Pos                  |
| 41                   | Julien Cadron (BEL)       | AB-3                 |
| 42                   | Aurélien Champenois (BEL) | AB-3                 |
| 43                   | Maxime Delitte (BEL)      | AB-1                 |
| 44                   | Arne De Schuyter (BEL)    | AB-3                 |
| 45                   | Sibrecht Pieters (BEL)    | AB-3                 |
| 46                   | Laurent Krauss (BEL)      | 96e                  |
| 47                   | Robin Haubruge (BEL)      | AB-3                 |

| Rabobank Development RDT | Rabobank Development RDT | Rabobank Development RDT |
| ------------------------ | ------------------------ | ------------------------ |
| Num                      | Coureur                  | Pos                      |
| 51                       | Cees Bol (NED)*          | 71e                      |
| 52                       | Merijn Korevaar (NED)    | 29e                      |
| 53                       | André Looij (NED)*       | 68e                      |
| 54                       | Timo Roosen (NED)        | 20e                      |
| 55                       | Ricardo van Dongen (NED) | 74e                      |
| 56                       | Etienne van Empel (NED)  | 42e                      |
| 57                       | Mike Teunissen (NED)     | 6e                       |

| T.Palm-Pôle Continental Wallon PCW | T.Palm-Pôle Continental Wallon PCW | T.Palm-Pôle Continental Wallon PCW |
| ---------------------------------- | ---------------------------------- | ---------------------------------- |
| Num                                | Coureur                            | Pos                                |
| 61                                 | Jonathan Baratto (BEL)             | 47e                                |
| 62                                 | Axel Gremelpont (BEL)              | 62e                                |
| 63                                 | Julien Dechesne (BEL)              | AB-3                               |
| 64                                 | Toshoni Van Craen (BEL)            | 91e                                |
| 65                                 | Glenn Van De Maele (BEL)           | AB-3                               |
| 66                                 | Maxime Vekeman (BEL)               | 95e                                |
| 67                                 | Andrew Ydens (BEL)                 | 51e                                |

| Giant-Shimano Development GID | Giant-Shimano Development GID | Giant-Shimano Development GID |
| ----------------------------- | ----------------------------- | ----------------------------- |
| Num                           | Coureur                       | Pos                           |
| 71                            | Robert Pölder (SWE)           | 92e                           |
| 72                            | Jenthe Biermans (BEL)*        | AB-3                          |
| 73                            | Alex Frame (NZL)              | AB-3                          |
| 74                            | Kristian Haugaard (DEN)       | 7e                            |
| 75                            | Fredrik Ludvigsson (SWE)      | 5e                            |
| 76                            |                               |                               |
| 77                            | Jan Brockhoff (GER)           | AB-3                          |

| Équipe nationale des États-Unis espoirs USA | Équipe nationale des États-Unis espoirs USA | Équipe nationale des États-Unis espoirs USA |
| ------------------------------------------- | ------------------------------------------- | ------------------------------------------- |
| Num                                         | Coureur                                     | Pos                                         |
| 81                                          | Justin Oien (USA)*                          | 17e                                         |
| 82                                          | Taylor Eisenhart (USA)                      | 70e                                         |
| 83                                          | Miguel Bryon (USA)*                         | 97e                                         |
| 84                                          | Logan Owen (USA)*                           | 43e                                         |
| 85                                          | Geoffrey Curran (USA)*                      | 16e                                         |
| 86                                          | Eamon Lucas (USA)                           | 86e                                         |
| 87                                          | Alexey Vermeulen (USA)                      | 14e                                         |

| Veranclassic-Doltcini VER | Veranclassic-Doltcini VER       | Veranclassic-Doltcini VER |
| ------------------------- | ------------------------------- | ------------------------- |
| Num                       | Coureur                         | Pos                       |
| 91                        | Steve Bekaert (BEL)             | AB-3                      |
| 92                        | Serge Dewortelaer (BEL)         | 61e                       |
| 93                        | Joeri Stallaert (BEL)           | 25e                       |
| 94                        | Francesco Van Coppernolle (BEL) | AB-3                      |
| 95                        | Darijus Džervus (LTU)           | AB-3                      |
| 96                        | Rick Ottema (NED)               | 11e                       |
| 97                        | Kevin Verwaest (BEL)            | AB-3                      |

| Équipe nationale du Royaume-Uni espoirs GBR | Équipe nationale du Royaume-Uni espoirs GBR | Équipe nationale du Royaume-Uni espoirs GBR |
| ------------------------------------------- | ------------------------------------------- | ------------------------------------------- |
| Num                                         | Coureur                                     | Pos                                         |
| 101                                         | Owain Doull (GBR)                           | 1er                                         |
| 102                                         | Jonathan Dibben (GBR)                       | AB-3                                        |
| 103                                         | Christopher Latham (GBR)                    | AB-3                                        |
| 104                                         | Christopher Lawless (GBR)*                  | AB-3                                        |
| 105                                         | Germain Burton (GBR)                        | AB-3                                        |
| 106                                         | Scott Davies (GBR)*                         | 26e                                         |
| 107                                         | Alistair Slater (GBR)                       | 83e                                         |

| KSV Deerlijk-Gaverzicht DEE | KSV Deerlijk-Gaverzicht DEE | KSV Deerlijk-Gaverzicht DEE |
| --------------------------- | --------------------------- | --------------------------- |
| Num                         | Coureur                     | Pos                         |
| 111                         | Jordy Boutté (BEL)*         | 81e                         |
| 112                         | Tanguy De Groeve (BEL)      | 99e                         |
| 113                         | Joris Descamps (BEL)        | AB-1                        |
| 114                         | Steven Haerinck (BEL)       | 45e                         |
| 115                         | Robbe Deleu (BEL)           | AB-3                        |
| 116                         | Jelle Rutsaert (BEL)        | AB-3                        |
| 117                         | Jesper Yserbijt (BEL)       | 60e                         |

| Équipe nationale d'Allemagne espoirs BDR | Équipe nationale d'Allemagne espoirs BDR | Équipe nationale d'Allemagne espoirs BDR |
| ---------------------------------------- | ---------------------------------------- | ---------------------------------------- |
| Num                                      | Coureur                                  | Pos                                      |
| 121                                      | Jonas Koch (GER)                         | AB-3                                     |
| 122                                      | Jan Dieteren (GER)                       | 50e                                      |
| 123                                      | Arne Egner (GER)                         | AB-3                                     |
| 124                                      | Silvio Herklotz (GER)                    | 32e                                      |
| 125                                      | Fabian Brintrup (GER)*                   | AB-3                                     |
| 126                                      | Oliver Mattheis (GER)*                   | AB-3                                     |
| 127                                      | Ruben Zepuntke (GER)                     | 22e                                      |

| Gourmetfein Simplon Wels RSW | Gourmetfein Simplon Wels RSW  | Gourmetfein Simplon Wels RSW |
| ---------------------------- | ----------------------------- | ---------------------------- |
| Num                          | Coureur                       | Pos                          |
| 131                          | Daniel Biedermann (AUT)       | 37e                          |
| 132                          | Johannes Windischbauer (AUT)* | AB-3                         |
| 133                          | Paul Illenberger (AUT)        | AB-3                         |
| 134                          | Patrick Konrad (AUT)          | 4e                           |
| 135                          | Lukas Zeller (AUT)            | 85e                          |
| 136                          | Mario Schoibl (AUT)           | AB-3                         |
| 137                          | Sebastian Schönberger (AUT)   | 40e                          |

| 3M MMM | 3M MMM                   | 3M MMM |
| ------ | ------------------------ | ------ |
| Num    | Coureur                  | Pos    |
| 141    | Gertjan De Vos (BEL)     | AB-3   |
| 142    | Gregory Franckaert (BEL) | 30e    |
| 143    | Sebastiaan Pot (NED)     | NP-3   |
| 144    | Gerry Druyts (BEL)       | 18e    |
| 145    | Christophe Sleurs (BEL)  | 57e    |
| 146    | Stef Van Zummeren (BEL)  | AB-3   |
| 147    | Tim Vanspeybroeck (BEL)  | 23e    |

| Wallonie-Bruxelles WBC | Wallonie-Bruxelles WBC | Wallonie-Bruxelles WBC |
| ---------------------- | ---------------------- | ---------------------- |
| Num                    | Coureur                | Pos                    |
| 151                    | Laurent Évrard (BEL)   | 8e                     |
| 152                    | Robin Stenuit (BEL)    | AB-3                   |
| 153                    | Loïc Pestiaux (BEL)    | 65e                    |
| 154                    | Florent Mottet (BEL)   | 89e                    |
| 155                    | Julien Stassen (BEL)   | 21e                    |
| 156                    | Maxime Anciaux (BEL)   | 82e                    |
| 157                    | Antoine Demoitié (BEL) | 63e                    |

| Color Code-Biowanze CCB | Color Code-Biowanze CCB  | Color Code-Biowanze CCB |
| ----------------------- | ------------------------ | ----------------------- |
| Num                     | Coureur                  | Pos                     |
| 161                     | Antoine Warnier (BEL)    | 31e                     |
| 162                     | Florent Delfosse (BEL)   | 38e                     |
| 163                     | Ludwig De Winter (BEL)   | 76e                     |
| 164                     | Ludovic Robeet (BEL)     | 39e                     |
| 165                     | Maximilien Picoux (BEL)* | 80e                     |
| 166                     | Thomas Wertz (BEL)       | 98e                     |
| 167                     | Julien Kaise (BEL)*      | NP-3                    |

| Leopard Development LDT | Leopard Development LDT | Leopard Development LDT |
| ----------------------- | ----------------------- | ----------------------- |
| Num                     | Coureur                 | Pos                     |
| 171                     | Dennis Coenen (BEL)     | 24e                     |
| 172                     | Kevin Feiereisen (LUX)  | AB-3                    |
| 173                     | Alex Kirsch (LUX)       | 3e                      |
| 174                     | Marco König (GER)*      | AB-1                    |
| 175                     | Patrick Olesen (DEN)    | 75e                     |
| 176                     | Tom Thill (LUX)         | 28e                     |
| 177                     | Pit Schlechter (LUX)    | AB-3                    |

| Van Der Vurst Development VDV | Van Der Vurst Development VDV | Van Der Vurst Development VDV |
| ----------------------------- | ----------------------------- | ----------------------------- |
| Num                           | Coureur                       | Pos                           |
| 181                           | Gertjan De Sy (BEL)           | 67e                           |
| 182                           | Wouter Leten (BEL)            | 69e                           |
| 183                           | Stijn Mortelmans (BEL)        | 44e                           |
| 184                           | Lindsay De Vylder (BEL)*      | 77e                           |
| 185                           | Rutger Roelandts (BEL)        | AB-2b                         |
| 186                           | Kevin Van Acker (BEL)         | NP-3                          |
| 187                           | Dries Verstrepen (BEL)*       | AB-2b                         |

| Astana Continental AS2 | Astana Continental AS2     | Astana Continental AS2 |
| ---------------------- | -------------------------- | ---------------------- |
| Num                    | Coureur                    | Pos                    |
| 191                    | Maxat Ayazbayev (KAZ)      | 52e                    |
| 192                    | Abdraimzhan Ishanov (KAZ)  | 93e                    |
| 193                    | Bakhtiyar Kozhatayev (KAZ) | 46e                    |
| 194                    | Zhandos Bizhigitov (KAZ)   | 66e                    |
| 195                    | Viktor Okishev (KAZ)       | 54e                    |
| 196                    | Nurbolat Kulimbetov (KAZ)  | 35e                    |
| 197                    | Vadim Galeyev (KAZ)        | 72e                    |

| Josan-To Win JTW | Josan-To Win JTW             | Josan-To Win JTW |
| ---------------- | ---------------------------- | ---------------- |
| Num              | Coureur                      | Pos              |
| 201              | Niels Reynvoet (BEL)         | 58e              |
| 202              | Lars Haverals (BEL)          | AB-3             |
| 203              | Angelo De Clercq (BEL)       | AB-3             |
| 204              | Niels De Rooze (BEL)         | 88e              |
| 205              | Julien Van den Brande (BEL)* | AB-3             |
| 206              | Sean Van de Waeter (BEL)     | AB-1             |
| 207              | Ian Vansumere (BEL)          | 59e              |

| VL Technics-Abutriek VLT | VL Technics-Abutriek VLT   | VL Technics-Abutriek VLT |
| ------------------------ | -------------------------- | ------------------------ |
| Num                      | Coureur                    | Pos                      |
| 211                      | Jeroen Lepla (BEL)         | AB-3                     |
| 212                      | Michael Cools (BEL)        | 87e                      |
| 213                      | Atse Schoolmeesters (BEL)  | 90e                      |
| 214                      | Martijn Debaene (BEL)      | AB-1                     |
| 215                      | Elias Van Breussegem (BEL) | 84e                      |
| 216                      | Jochen Deweer (BEL)        | AB-3                     |
| 217                      | Jan Logier (BEL)           | AB-3                     |

#### Roadbook
1. ↑  Roadbook 2014, couverture
2. 1 2 3 4 5 6 7  Roadbook 2014, règlement de l'épreuve